# Beyrouth
Cet article possède un paronyme, voir Bayreuth.
Pour l’article ayant un titre homophone, voir Beirut.
Pour les articles homonymes, voir Beyrouth (homonymie).
Beyrouth (en arabe : بيروت, Bayrūt) est la capitale du Liban et la ville la plus importante du pays. C'est une métropole qui comptait environ 360 000 habitants en 2011,, et 453 951 votants en 2010. L'agglomération urbaine comporte entre 1,8 et 2 millions d'habitants,, soit près de 50 % de la population du pays. La ville forme le gouvernorat (mohafazat) de Beyrouth, le seul qui ne soit pas divisé en districts. Elle abrite le siège du gouvernement. Bien qu'il soit fréquent de parler de Beyrouth pour désigner la ville et ses banlieues, il n'existe pas de telle entité officielle, plusieurs administrations définissant seulement, à des fins d'études, une Région métropolitaine de Beyrouth.
Avant la guerre civile libanaise, la ville était un centre financier, un port de commerce et un foyer culturel d'une importance majeure à l'est de la Méditerranée et au Proche-Orient. Beyrouth est en effet située entre l'Asie, l'Afrique et l'Europe, ce qui lui a donné une place stratégique dans les échanges mondiaux. Beyrouth rivalisait autrefois avec Le Caire comme le cœur culturel et éducatif du monde arabe. Bien que le français ne soit plus la langue officielle du Liban, Beyrouth reste la plus grande ville francophone du continent asiatique.
Ses habitants sont appelés Beyrouthines et Beyrouthins,.

## Histoire

### Des origines à l'indépendance

Beyrouth au XIXe siècle.

Béryte est fondée vers 5000 av. J-C. Petit port à l'origine, moins puissante que les autres cités phéniciennes tel que Tyr, Byblos, ou Sidon, elle gagne de l'importance sous l'Empire romain ; en 15 av. J.-C. Auguste lui donne en effet le statut de colonie. Elle est renommée pour son école de droit mais elle est ravagée en 551 par un violent séisme accompagné d'un tsunami.
Pendant les croisades, elle est le centre de la seigneurie de Beyrouth, vassale du royaume franc de Jérusalem. Elle est prise par les mamelouks en 1291.
Sous l'Empire ottoman, elle joue un rôle commercial actif parmi les échelles du Levant mais subit les effets du déclin économique de la Syrie ottomane. Elle ne retrouve sa place qu'au XIXe siècle.
L'essor de la ville doit beaucoup à son port, le premier de la région à avoir été doté d'une Quarantaine, et au choix de Beyrouth par les puissances occidentales qui y implantent leurs missions religieuses, leurs universités et leurs comptoirs commerciaux.
Lors de la deuxième guerre égypto-ottomane opposant Méhémet Ali, vice-roi d'Égypte, au sultan ottoman Mahmoud II, Beyrouth sert de base à l'armée égyptienne, ce qui lui vaut d'être bombardée le 3 octobre 1840 par la flotte anglaise venue en soutien des Ottomans et qui détruit la ville.
Elle redevient une grande ville au milieu du XIXe siècle avec notamment l'afflux de réfugiés fuyant les affrontements de 1860 dans la montagne entre druzes et maronites : Beyrouth sert alors de port de débarquement à l'expédition française en Syrie.
Beyrouth passe de 7 000 habitants en 1810 à 27 000 en 1845 et 130 000 en 1915. La route de Beyrouth à Damas est percée en 1863, le port de Beyrouth est modernisé en 1888, le chemin de fer de Beyrouth à Damas entre en service en 1895. Le collège protestant syrien, future université américaine de Beyrouth, ouvre en 1866. La ville devient la capitale d'une province, le vilayet de Beyrouth, en 1888.
Beyrouth fut bombardée en 1911 par l'armée italienne, pendant la guerre menée par le royaume d'Italie contre l'Empire ottoman.

### Depuis l'indépendance (1943-1990)

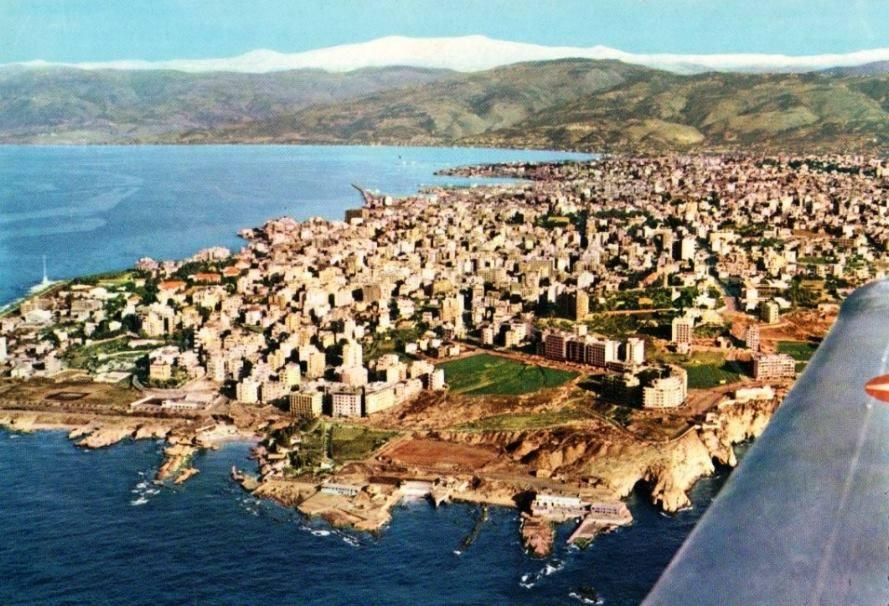
Vue aérienne de Beyrouth en 1960.

À la suite de l'effondrement de l'Empire ottoman après la Première Guerre mondiale, Beyrouth, avec le reste du Liban, a été placée sous mandat français par la Société des Nations. Quand le Liban a obtenu son indépendance le 22 novembre 1943, Beyrouth est devenue sa capitale. La ville est restée une capitale régionale intellectuelle, devenant une destination touristique majeure et un havre bancaire, notamment pour le pétrole du golfe Persique. Dès les années 1930, la ville excède ses limites administratives. Après l'indépendance, l'urbanisation remplit peu à peu la plaine littorale et grimpe sur les montagnes qui entourent la ville. Une agglomération se constitue, mais aucune nouvelle institution administrative n'est créée malgré les projets de l'urbaniste Michel Écochard. L'urbanisme de Beyrouth et de ses banlieues se caractérise par un décalage entre les plans, nombreux, qui ont été dressés pour la ville, et les réalisations, très partielles et inachevées.
Le 22 décembre 1952, à la suite d’une erreur de navigation, le paquebot Champollion de la compagnie des Messageries maritimes vient s’échouer sur les brisants à 600 mètres de la plage de Khaldeh au sud de Beyrouth. Il avait appareillé de Marseille sept jours auparavant.
L'ère de prospérité relative suivant l'indépendance a pris fin en 1975 lorsque la guerre civile libanaise a éclaté. Pendant la majeure partie de la guerre, Beyrouth a été divisée entre une partie musulmane à l'Ouest et l'Est chrétien séparée par une ligne de front désignée sous le nom de « Ligne verte ». La basse ville, autrefois centre d'une grande partie des activités commerciales et culturelles de la ville, est devenue alors une « terre inhabitée ». Beaucoup d'habitants ont fui vers d'autres pays. Environ 60 000 personnes sont mortes durant les deux premières années de la guerre (1975-1976), et une partie importante de la ville a été dévastée.
Une période particulièrement destructrice a été le siège, en 1978, de l'armée syrienne contre Achrafieh, le principal quartier chrétien de Beyrouth. Les troupes syriennes ont bombardé sans relâche le quartier oriental de la ville. Les milices chrétiennes ont cependant réussi à repousser de multiples tentatives des forces syriennes d'occuper la zone stratégique de la ville, dans une campagne de trois mois connue plus tard sous le nom de guerre des 100 jours.[réf. nécessaire]
Le 16 juillet 1981, des roquettes palestiniennes tuèrent trois civils israéliens. Le lendemain, l'aviation israélienne bombarda massivement des bureaux de l’Organisation de libération de la Palestine (OLP) à Beyrouth, tuant entre 200 et 300 personnes, principalement des civils libanais, et en blessant plus de 800.
Un autre chapitre destructeur a été l'invasion israélienne en 1982, pendant laquelle Beyrouth-Ouest fut assiégée par les troupes israéliennes. En effet, durant l'été 1982, la ville a été soumise par l'armée israélienne à un siège et à un blocus hermétique. Ariel Sharon, qui conduit l'opération, explique : « Il faut en finir avec la partie sud de Beyrouth. Il faut détruire ce qui doit l’être puis nettoyer tranquillement. Nous n’avons pas affaire à une population libanaise mais à des camps terroristes ». L'offensive provoque la mort de 20 000 civils libanais et palestiniens. Un cessez-le-feu est négocié qui prévoit l’évacuation du Liban des forces palestiniennes de l'OLP. Du 16 au 18 septembre 1982, profitant du retrait de l'OLP, des milices des Forces libanaises massacrent les populations palestiniennes vivant dans les camps de réfugiés de Sabra et Chatila, à Beyrouth-Ouest, avec la complicité de l'armée israélienne. Entre 700 et 5 000 personnes sont assassinées. Le 23 octobre 1983, les casernes françaises et américaines ont subi des attentats à la bombe du Hezbollah, tuant 241 militaires américains, 58 militaires français, 6 civils et les deux « kamikazes ».
Après 1982, la guerre à Beyrouth prend également une dimension intestine, via les affrontements à l'intérieur de chaque secteur entre des milices et des groupes qui luttent pour la suprématie locale. Des combats très violents se déroulent entre 1985 et 1987 entre la milice Amal et les forces palestiniennes : c'est la « guerre des camps ». En 1990, la rivalité entre l'armée libanaise, dirigée par le général Michel Aoun et les troupes miliciennes fidèles à Samir Geagea débouche sur deux rounds de guerre. En 1987, l'armée syrienne est de retour à Beyrouth. Elle est combattue par le général Aoun dans la guerre de Libération nationale à partir de 1989 et les combats frappent durement plusieurs secteurs chrétiens ainsi que les zones environnant les positions syriennes dans l'agglomération. Le général Aoun est vaincu le 13 octobre 1990 et se réfugie en France.
Durant la guerre, les destructions sont très importantes. Plus de 15 000 immeubles sont détruits ou touchés. Les infrastructures sont endommagées par les combats ou, faute d'entretien, ne fonctionnent plus, comme l'électricité qui n'est plus assurée que six heures par jour à la fin de la guerre.
D'autre part, les déplacements entraînés par les combats conduisent à une forte extension de l'urbanisation dans les banlieues. La banlieue Sud se gonfle de réfugiés du Sud-Liban et des secteurs de Beyrouth-Est vidés par les milices chrétiennes. Inversement, Beyrouth-Est accueille les réfugiés en provenance du Chouf ou de Beyrouth-Ouest.
L'agglomération beyrouthine s'étend vers Jounieh et vers les localités de montagne. La disparition de l'autorité de l'État ou son affaiblissement au détriment des différents coagulums confessionnels constitutifs du « consensus libanais », ainsi que le fractionnement politique rendent impossible le contrôle d'une urbanisation devenue anarchique. La ville et ses banlieues subissent alors de nombreuses infractions aux règles d'urbanisme et de la construction, qu'il s'agisse de l'occupation du littoral, des immeubles des quartiers chics ou moins chics qui ne respectent pas les réglementations urbaines, ou de secteurs construits illégalement, parfois sur des terrains squattés, surtout dans la banlieue sud, mais également dans d'autres zones de l'agglomération.

### Beyrouth d'une reconstruction à l'autre (après 1990)
Depuis la fin de la guerre en 1990, les Libanais ont reconstruit Beyrouth, transformant la capitale en un énorme chantier, si bien qu'en 2006, au début du conflit entre Israël et le Liban, la ville n'avait pas ou très peu retrouvé son statut de centre touristique, commercial, culturel et intellectuel au Moyen-Orient, ainsi que pour la mode et les médias. La reconstruction du centre-ville de Beyrouth a été largement menée par Solidere, une société de développement créée en 1994 par Rafiq Hariri. Ce projet ambitieux a été vigoureusement combattu, de 1991 à 1994, par les ayants droit expropriés (propriétaires et locataires) ainsi que par des intellectuels comme les architectes Assem Salam et Jad Tabet, futurs présidents de l'Ordre des ingénieurs et architectes libanais, le sociologue Nabil Beyhum ou l'économiste, et futur ministre des Finances, Georges Corm. Ces critiques ont toutefois eu un résultat très limité et n'ont pas empêché la mise en œuvre du projet. Celui-ci a conduit à détruire 80 % des parcelles, alors que nombre de bâtiments pouvaient être restaurés. L'enjeu était, aux yeux des promoteurs du projet, la modernisation et la densification du centre-ville. Malgré les réalisations, le centre-ville ne se reconstruit pas aussi vite que prévu (1/3 seulement du programme était bâti en 2011), et de nombreux appartements et bureaux restent vides.
Beyrouth redevient une destination touristique et un centre commercial et médiatique. Elle accueille le couturier Elie Saab, le joaillier Robert Moawad (qui ouvre en 2006 son musée Robert-Mouawad) et abrite plusieurs chaînes populaires de télévision par satellite, telles que Future TV et New TV. La ville a accueilli la Coupe d'Asie des clubs champions de basket-ball en 1999 et 2000 et la Coupe d'Asie des nations de football en 2000. Beyrouth a également accueilli avec succès le concours de Miss Europe à neuf reprises, de 1960 à 1964 et de 1999 à 2002.

Panoramas de Beyrouth
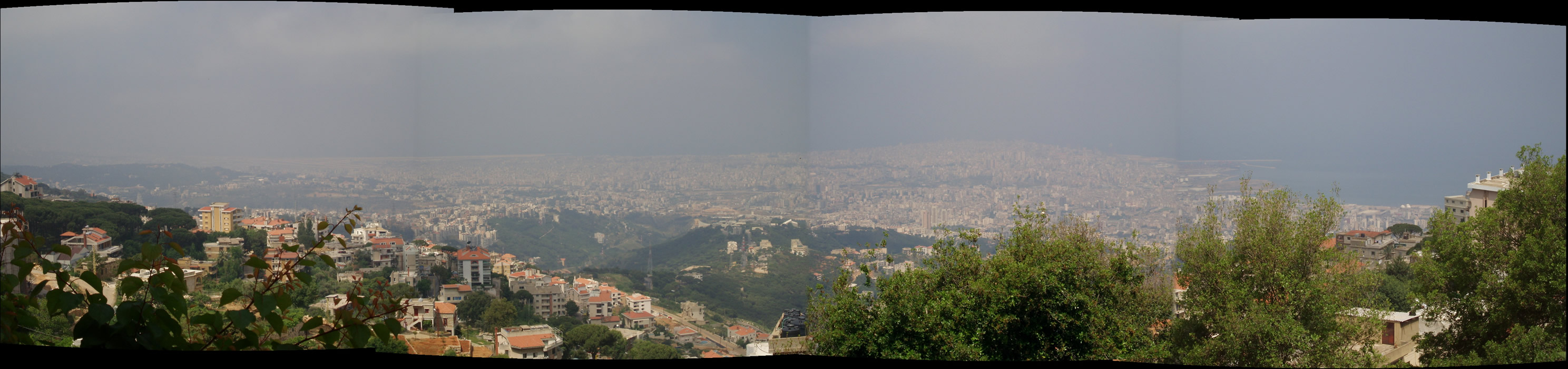
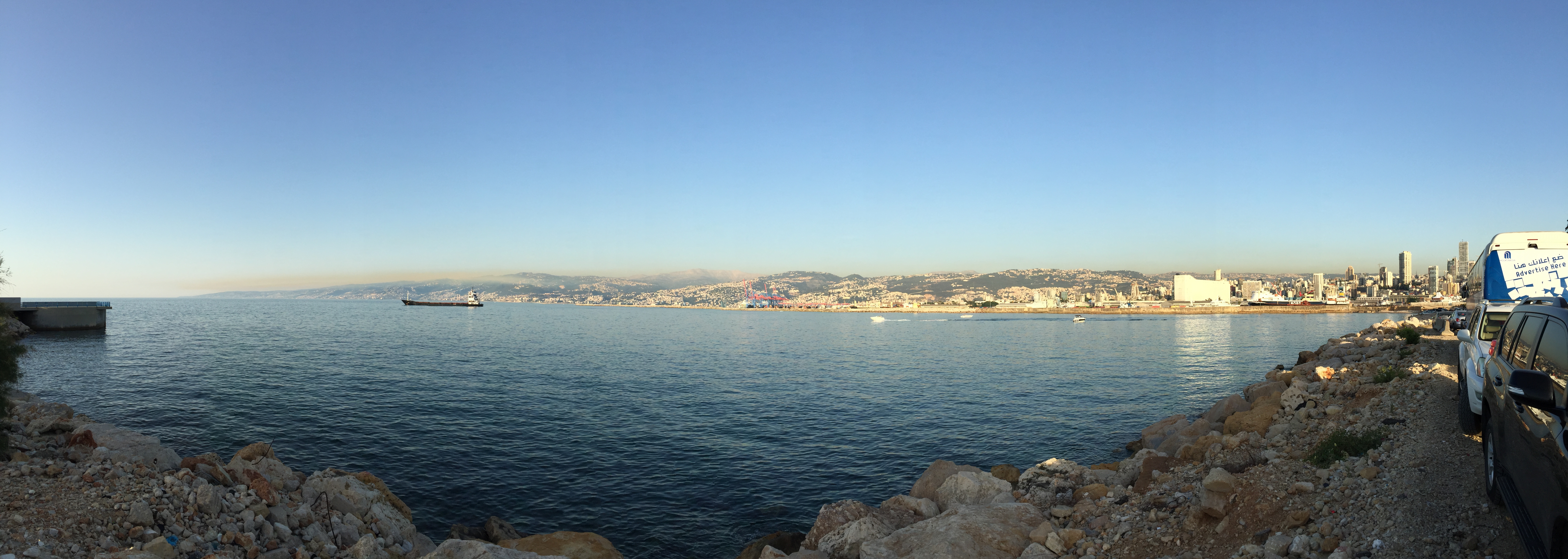
Beyrouth et Jounieh.
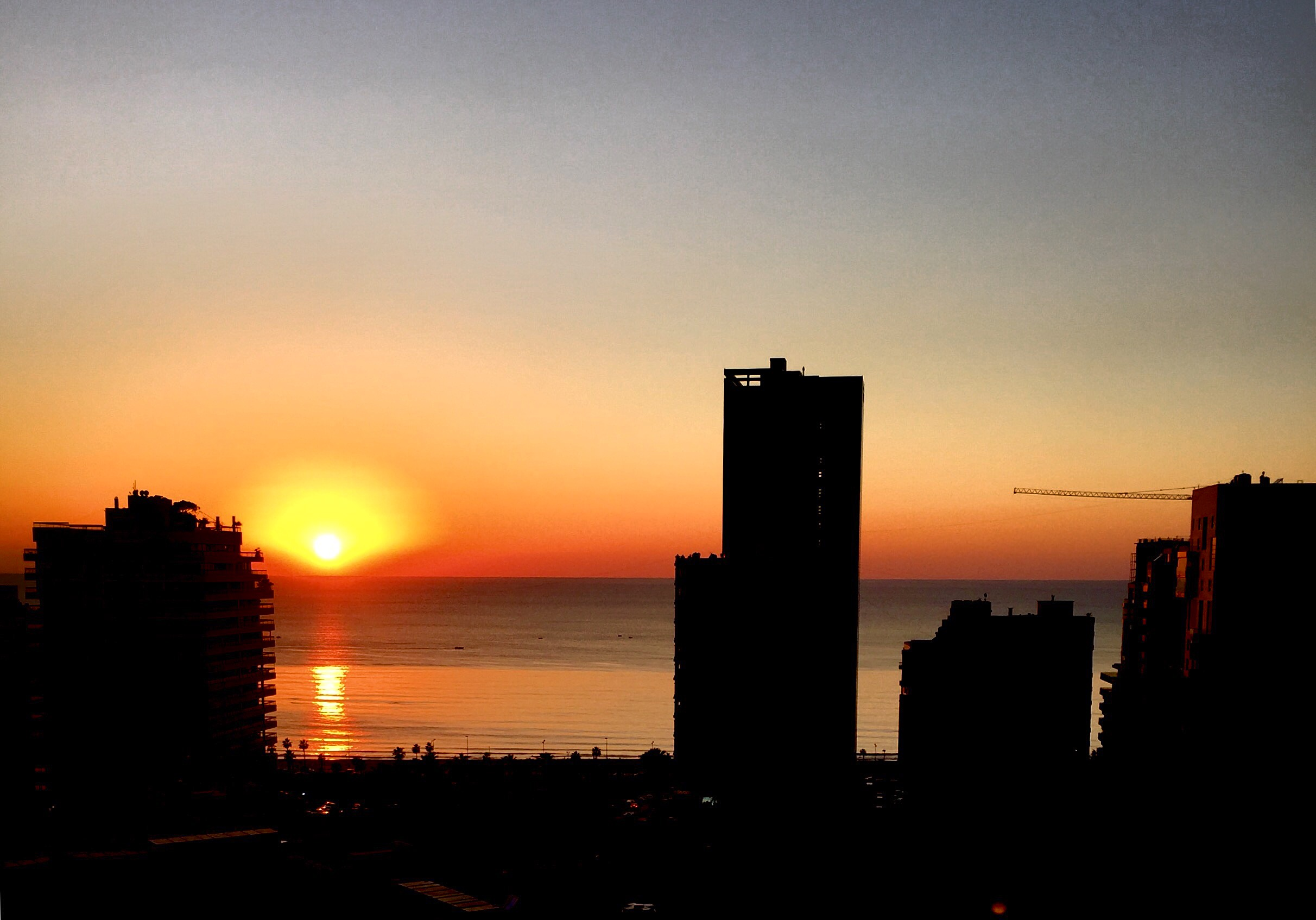
Coucher du soleil.

L'assassinat en 2005 de l'ancien Premier ministre libanais Rafiq Hariri, près du golfe de Saint-Georges à Beyrouth, a secoué le pays tout entier. Environ un million de personnes se sont rassemblées pour une manifestation d'opposition à Beyrouth un mois après la mort de Hariri. À cette époque, la révolution du Cèdre a été le plus grand rassemblement dans l'histoire du Liban. Le 26 avril 2005, les dernières troupes syriennes se sont retirées de Beyrouth.
En 2006, pendant le conflit opposant Israël au Hezbollah, la marine et l'aviation israéliennes, poursuivant des cibles du Hezbollah, causent des dommages dans de nombreux quartiers de Beyrouth, détruisant infrastructures et voies d'accès, en particulier dans Beyrouth-Sud, pauvre et largement chiite, qui est contrôlée par le Hezbollah. 270 immeubles sont alors détruits, près de 1 000 sont touchés à des degrés divers et 30 000 personnes doivent temporairement trouver refuge ailleurs.
En mai 2008, de violents affrontements éclatent à Beyrouth après que le gouvernement de Fouad Siniora a entrepris de dissoudre le réseau de communications du Hezbollah, décision qui doit être annulée par la suite.
Haret Hreik, le quartier anéanti par les bombes israéliennes, a fait également l'objet d'une reconstruction sur un périmètre d'environ 40 hectares, achevée en 2012. Un vif débat oppose des professionnels et universitaires sur les options à suivre. Finalement, le Hezbollah impose une reconstruction à l'identique, afin de faire l'économie du temps de nouvelles études et des aléas politiques du moment, craignant que ses adversaires de la coalition du 14 mars ne tirent profit de leur position de force au gouvernement pour bloquer ou retarder le projet de reconstruction. Le financement du projet est assuré par les indemnités reçues par les propriétaires, que ces derniers consentent à reverser à la structure Waad (la « promesse » en arabe) qui coordonne les travaux. Le restant du financement, qui se monte au total à 400 millions de dollars, est apporté directement par les services sociaux du Hezbollah.

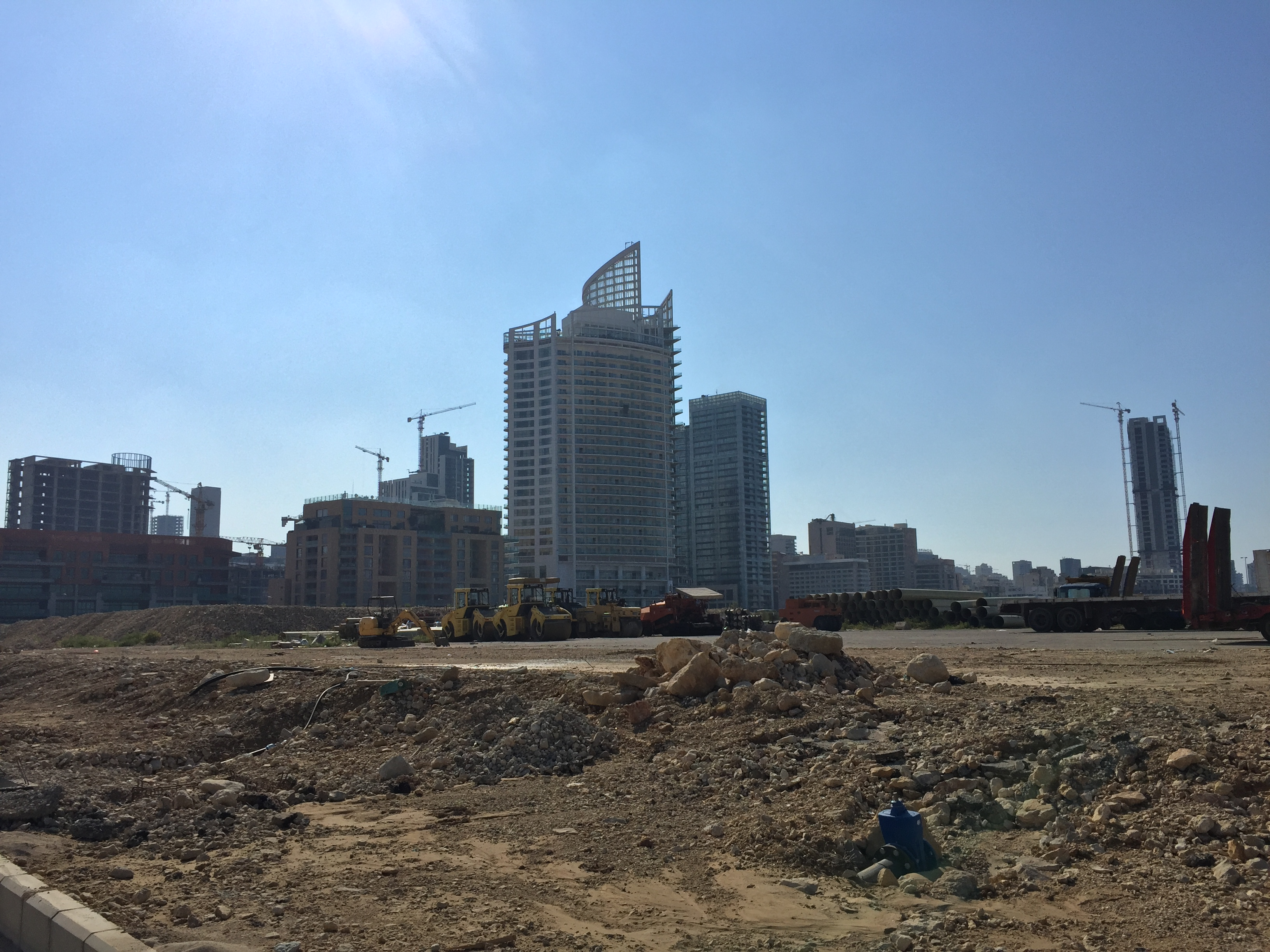
Immeubles sur la côte de Beyrouth.
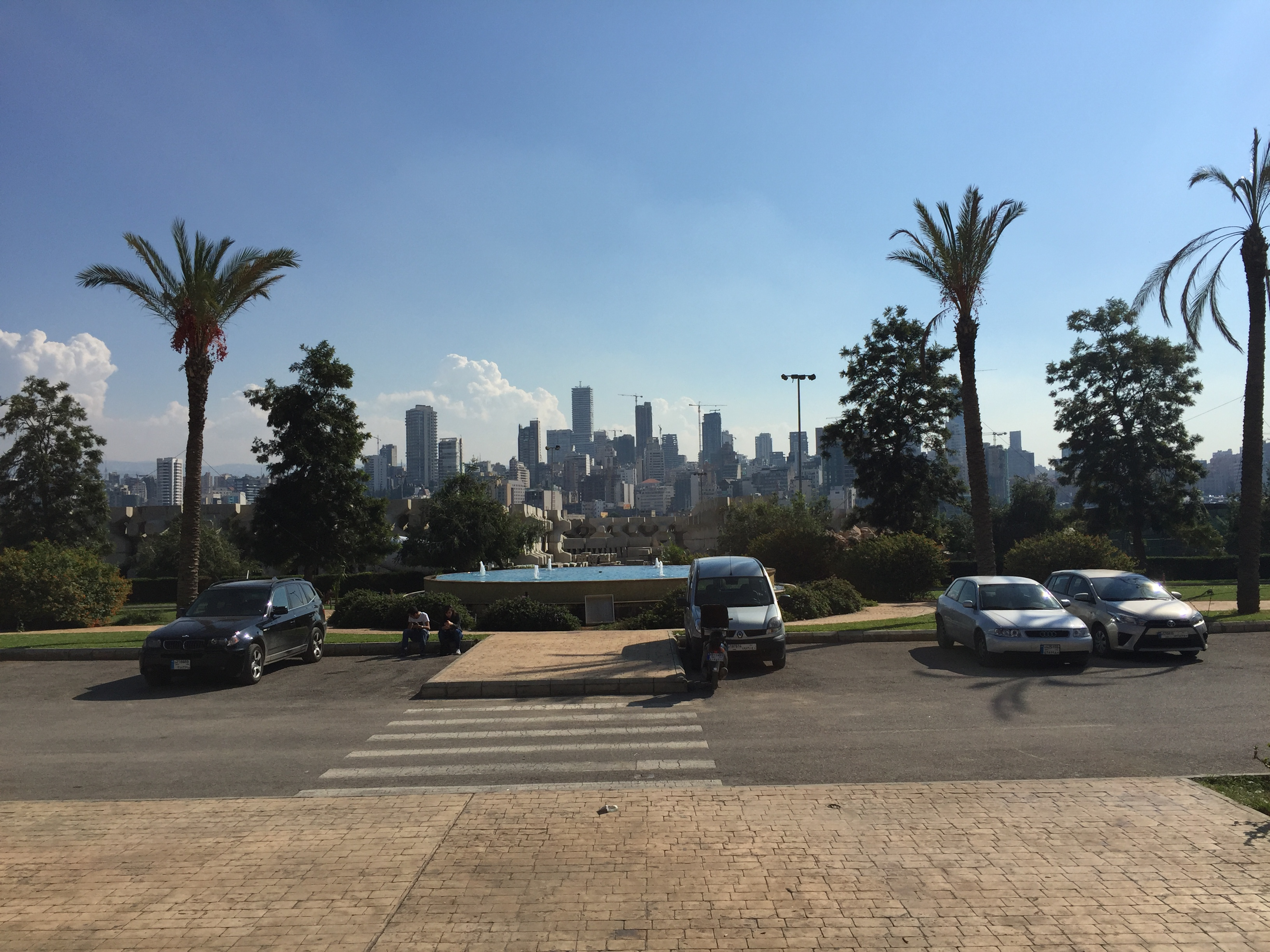
Beyrouth vu du BIEL.
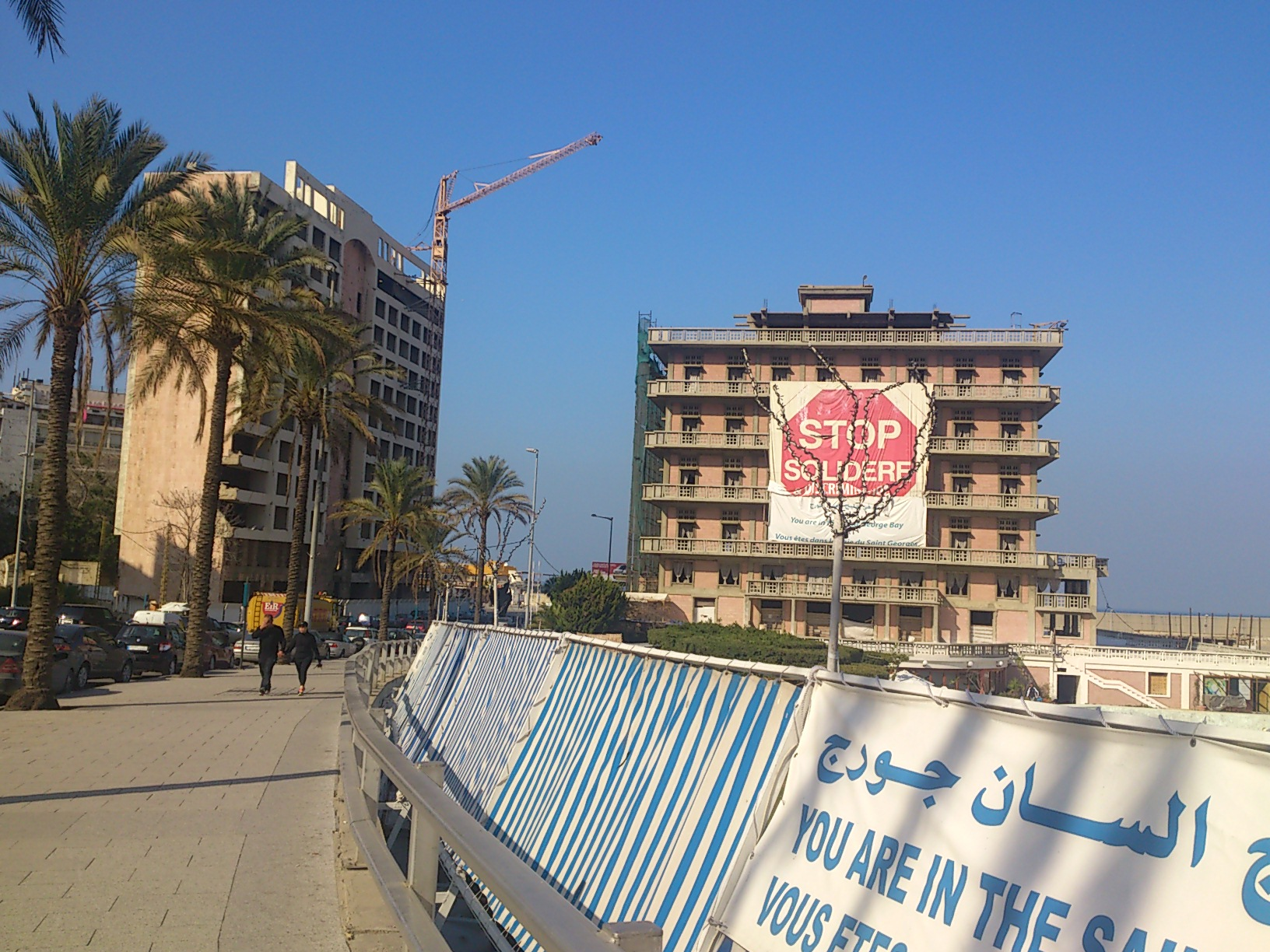
« Stop Solidere » sur l'hôtel Saint-Georges.

Les quartiers de Beyrouth subissent une transformation physique et sociale de grande ampleur : les modifications de la loi sur la construction, les connivences entre la classe politique et les promoteurs et la hausse des prix immobiliers provoquée par l'argent en provenance du Golfe et les remises des émigrés figurent parmi les principales causes. De plus, la loi qui protégeait les anciens locataires a été remise en cause par un vote parlementaire en mai 2014 même si elle n'est pas encore appliquée un an après. Tous ces éléments favorisent le départ des couches modestes de la zone centrale de la ville. Elles sont remplacées par des constructions de beaucoup plus grande hauteur, que leur prix réserve à des couches plus fortunées. Ce processus est bien entamé à Achrafieh, mais aussi Hamra, Qantari, Verdun, Gemmayzeh et Mar Mikhail, etc.
Depuis la crise syrienne, et en particulier à partir de la fin 2012, l'installation à Beyrouth de réfugiés syriens accroît la pression sur le marché du logement et sur celui du travail. Selon les données du Haut Commissariat des Nations unies pour les réfugiés, près de 400 000 réfugiés syriens (soit environ 85 000 familles) sont enregistrés en mars 2015 à Beyrouth et dans le Mont Liban, la majorité d'entre elles étant dans le grand Beyrouth. L'impact du conflit syrien se traduit aussi par une reprise des attentats comme ceux du 12 novembre 2015.

Statue des Martyrs.

À partir d'août 2015, l'arrêt du service de ramassage des ordures, prolongé pendant plusieurs mois, déclenche une crise politique et sanitaire et un mouvement de protestation.
Comme toutes les villes du pays, Beyrouth est durement frappée par la grave crise économique qui frappe le Liban depuis 2019. C’est aussi dans cette ville que se tiennent de nombreuses manifestations contre la corruption et pour l’instauration d’un gouvernement populaire.

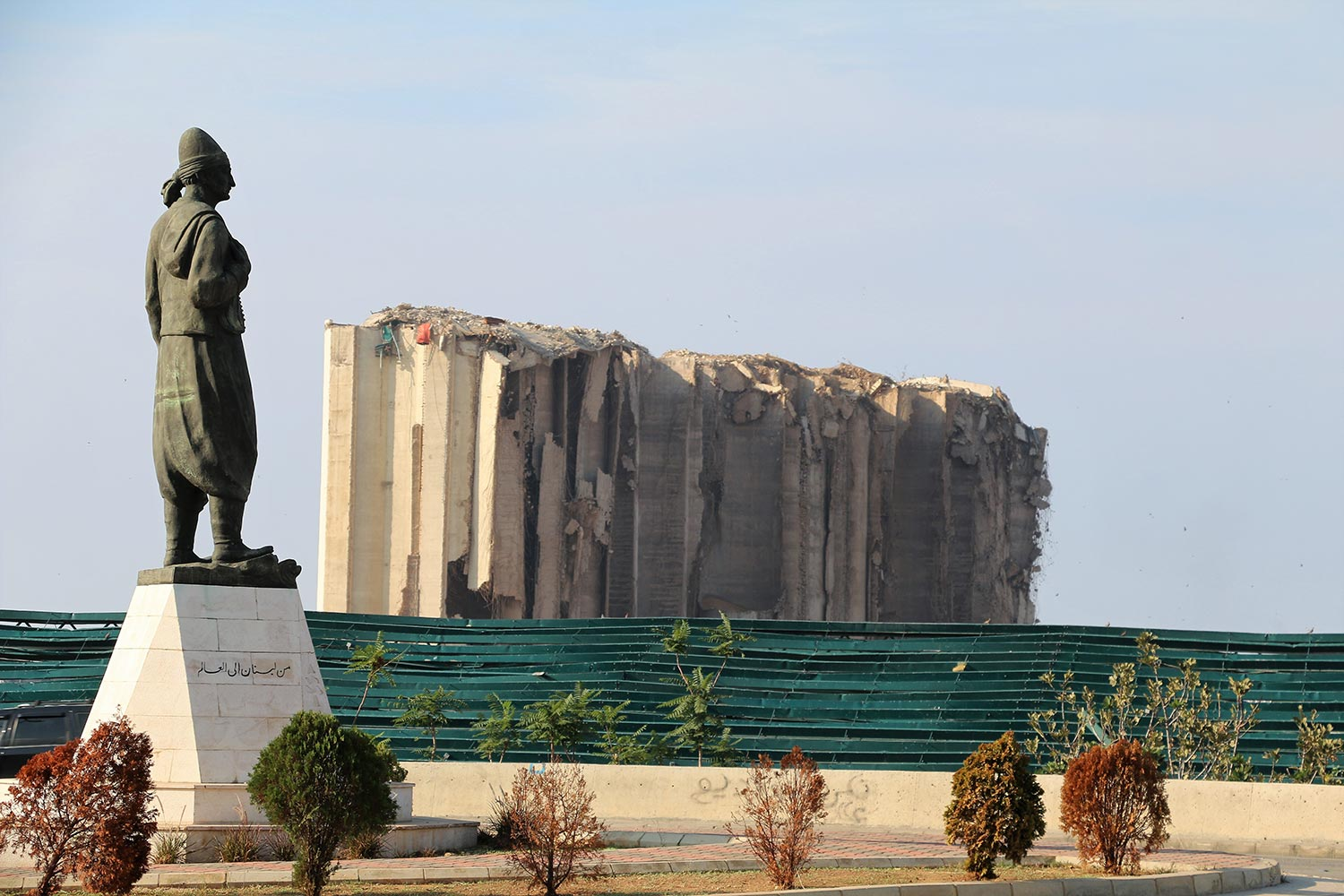
La statue du migrant libanais regardant la destruction de Beyrouth (novembre 2020).

Le 4 août 2020, deux violentes explosions survenues dans le port de la ville détruisent ce dernier ainsi qu’une partie de la capitale libanaise, provoquant 220 morts et plus de 6 500 blessés. D’après les autorités libanaises, cette catastrophe a été provoquée par un incendie dans un entrepôt abritant près de 2 750 tonnes de nitrate d'ammonium. Mais, selon un rapport du FBI, « seules » 500 tonnes ont explosé. Des manifestations ont lieu contre l'incurie gouvernementale dans les jours qui suivent (notamment place des Martyrs), provoquant la démission du gouvernement d'Hassane Diab le 10 août 2020. Alors que la crise économique provoque une forte hausse des prix, de nombreux habitants quittent la ville pour retourner vivre dans les villages de province ou partir à l'étranger.
Beyrouth est quotidiennement bombardée par l'aviation israélienne à partir de la fin septembre 2024. Les bombardements visent dans un premier temps la banlieue sud avant de s'étendre à l'ensemble de la ville,.

## Géographie

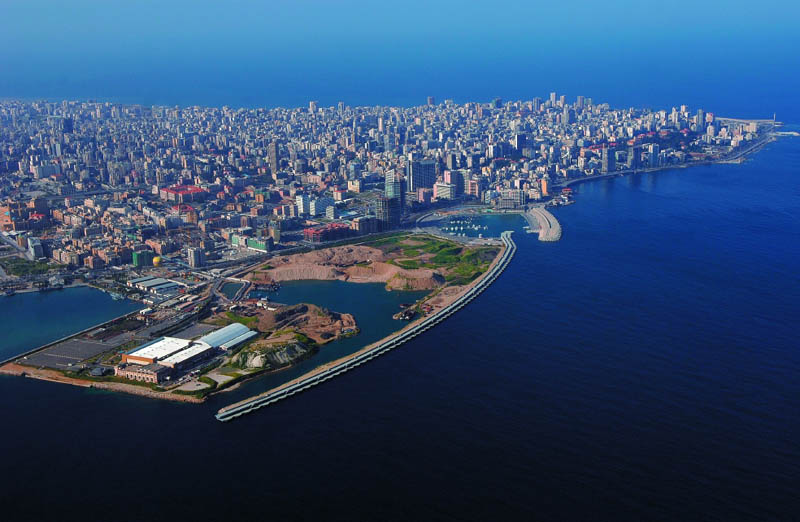
Beyrouth vue générale.

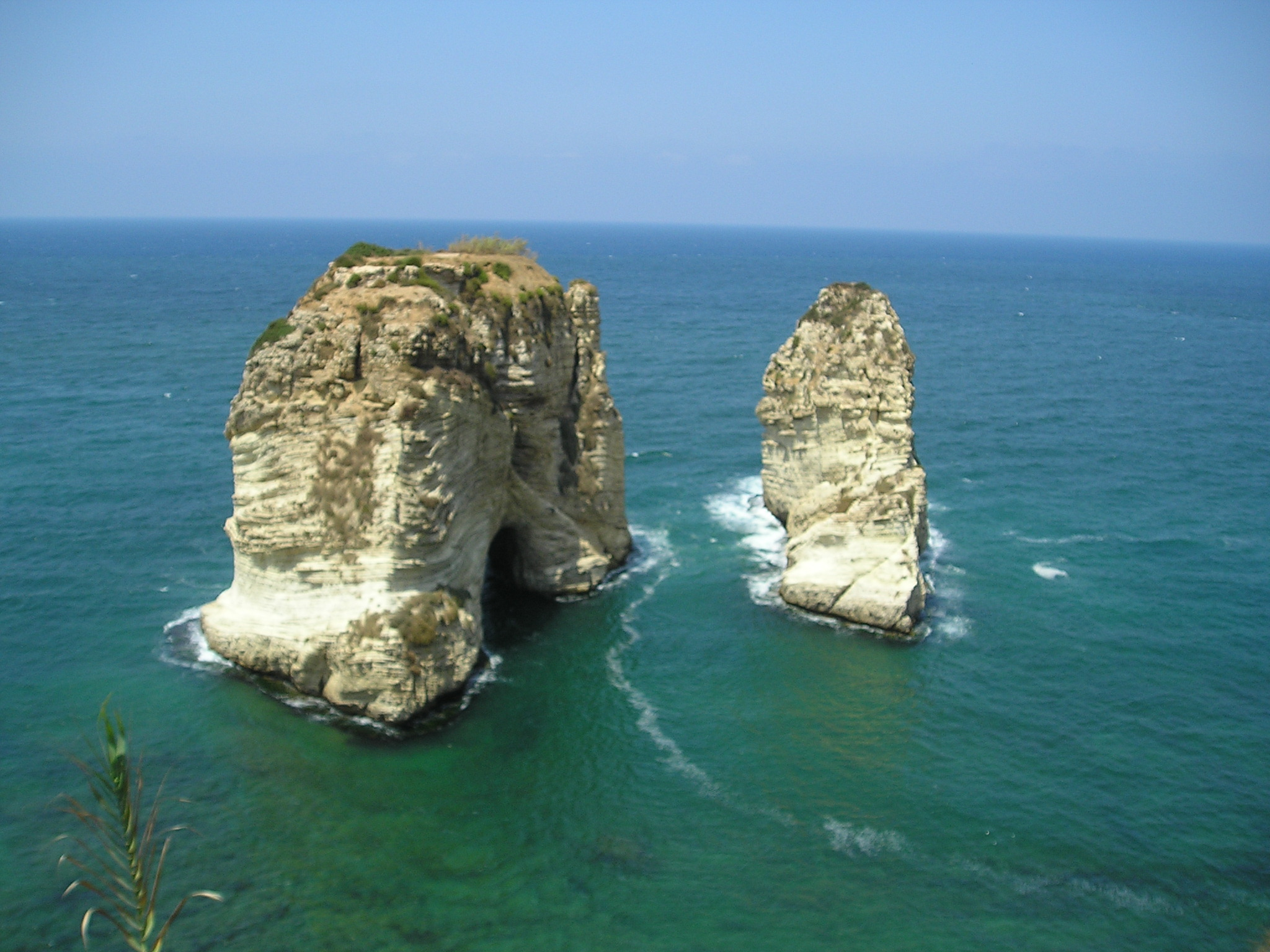
La grotte aux Pigeons.

### Situation

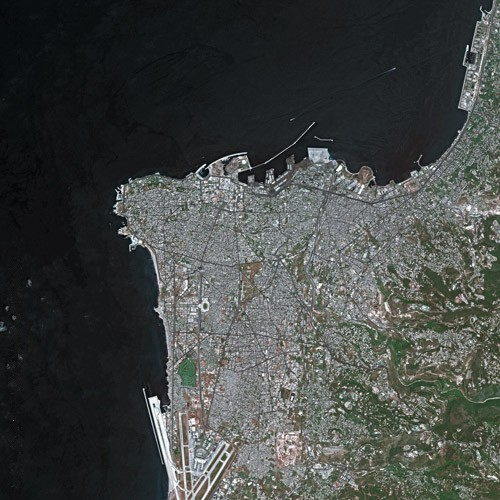
Beyrouth vu par le satellite Spot.

Beyrouth se situe sur un cap rocheux qui constitue, à égale distance des frontières nord et sud du Liban, un élargissement de la plaine côtière du pays. La ville comprend deux collines : Achrafieh à l'est et Ras Beyrouth à l'ouest et entre les deux, l'avenue venant de l'aéroport plonge vers le centre-ville, quartier le plus ancien.
Le sud de la ville (Bir Hassan, Bois des Pins, Badaro, etc.) est sablonneux. Beyrouth est tangentée sur son flanc est par Nahr Beyrouth (le fleuve) dont les sources se situent dans le Haut-Metn. Au nord, les collines plongent de manière abrupte dans la mer et les profondeurs marines sont importantes, ce qui avantage le port. À l'ouest, le bord de mer est marqué par quelques falaises (Raouché, grotte aux Pigeons), puis par une plage sableuse : Ramlet el-Baida.

### Climat
Avec des étés chauds et humides (mais sans précipitations et convection) et des hivers doux et pluvieux, Beyrouth jouit d'un climat méditerranéen.
De novembre à mars, la période hivernale est caractérisée par des orages parfois violents et des températures proches de 13 °C le jour. En décembre-janvier, le thermomètre de Beyrouth descend à 7 °C la nuit, quoiqu'il ne soit pas rare qu'il atteigne les 4 °C.
En avril-mai souffle le khamsin, apportant avec lui une couche de poussière qui déferle sur la ville. De juin à septembre, s'étend la période estivale, avec une température moyenne de 31 °C le jour et de 24 °C la nuit et près de 13 heures d'ensoleillement. Malgré un taux humidité relativement élevé durant toute l'année (55-85 %), les mois d'octobre et d'avril sont assez agréables, avec une température moyenne de 23 °C et des précipitations faibles (50 mm).
Cependant depuis les années 1980, Beyrouth connaît un réchauffement climatique important (près de 2,5 °C).
| Mois                              | jan. | fév. | mars | avril | mai | juin | jui. | août | sep. | oct. | nov. | déc. | année |
| --------------------------------- | ---- | ---- | ---- | ----- | --- | ---- | ---- | ---- | ---- | ---- | ---- | ---- | ----- |
| Température minimale moyenne (°C) | 11   | 11   | 12   | 14    | 18  | 21   | 23   | 23   | 23   | 21   | 16   | 13   | 17    |
| Température maximale moyenne (°C) | 17   | 17   | 19   | 22    | 26  | 28   | 31   | 32   | 30   | 27   | 23   | 18   | 24    |
| Record de froid (°C)              | −1   | −1   | 2    | 6     | 10  | 13   | 18   | 17   | 16   | 11   | 5    | −1   | −1    |
| Record de chaleur (°C)            | 25   | 31   | 36   | 37    | 42  | 40   | 37   | 37   | 37   | 38   | 33   | 29   | 42    |
| Précipitations (mm)               | 191  | 133  | 111  | 46    | 15  | 2    | 0    | 0    | 2    | 60   | 101  | 164  | 826   |

### Pollution
Le niveau de pollution à Beyrouth est trois fois supérieur à ce que l’Organisation mondiale de la santé (OMS) considère comme dangereux. Depuis la crise énergétique de 2020, ce niveau de pollution a encore augmenté.

### Quartiers

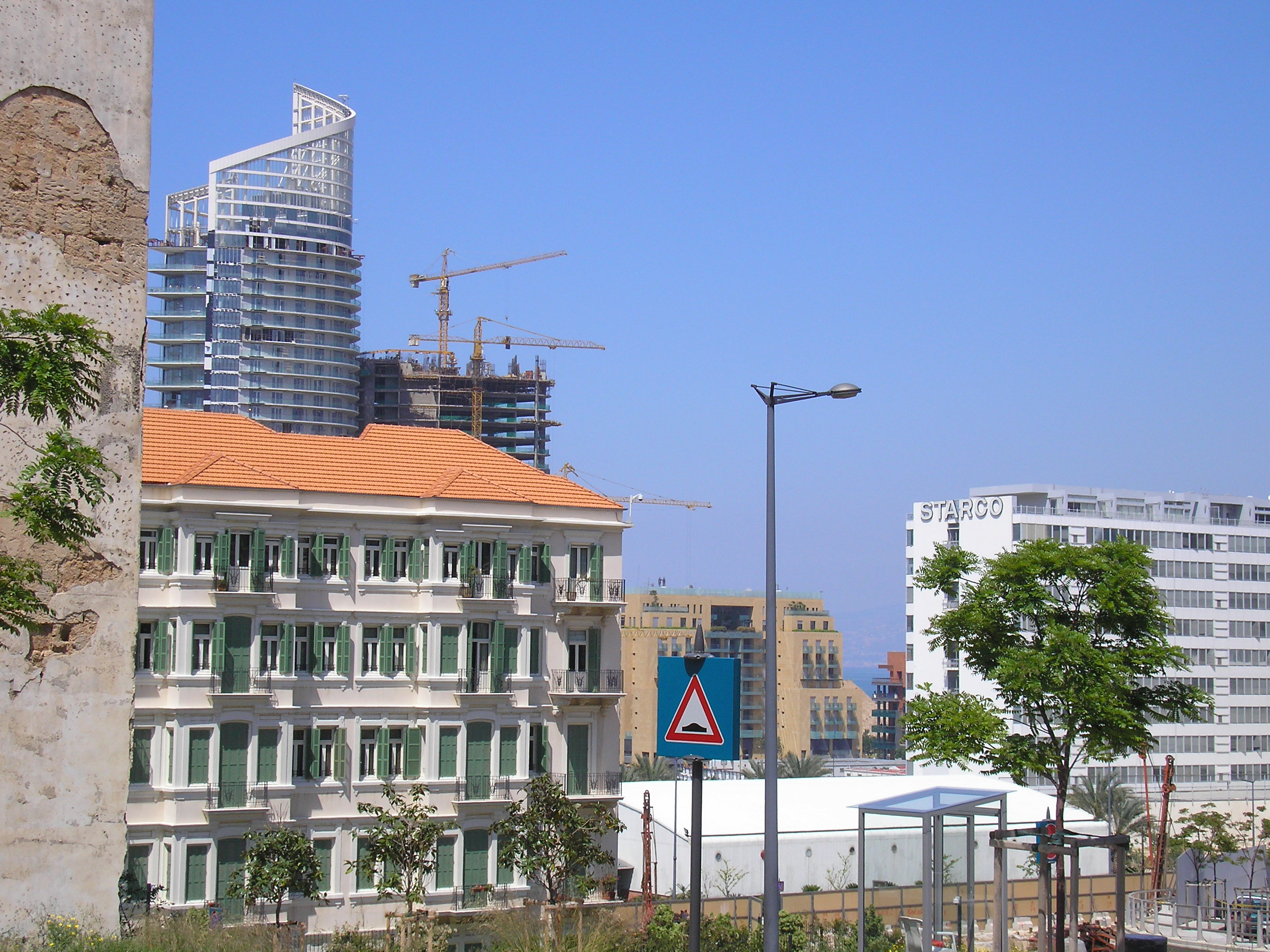
Les Tours Marina.
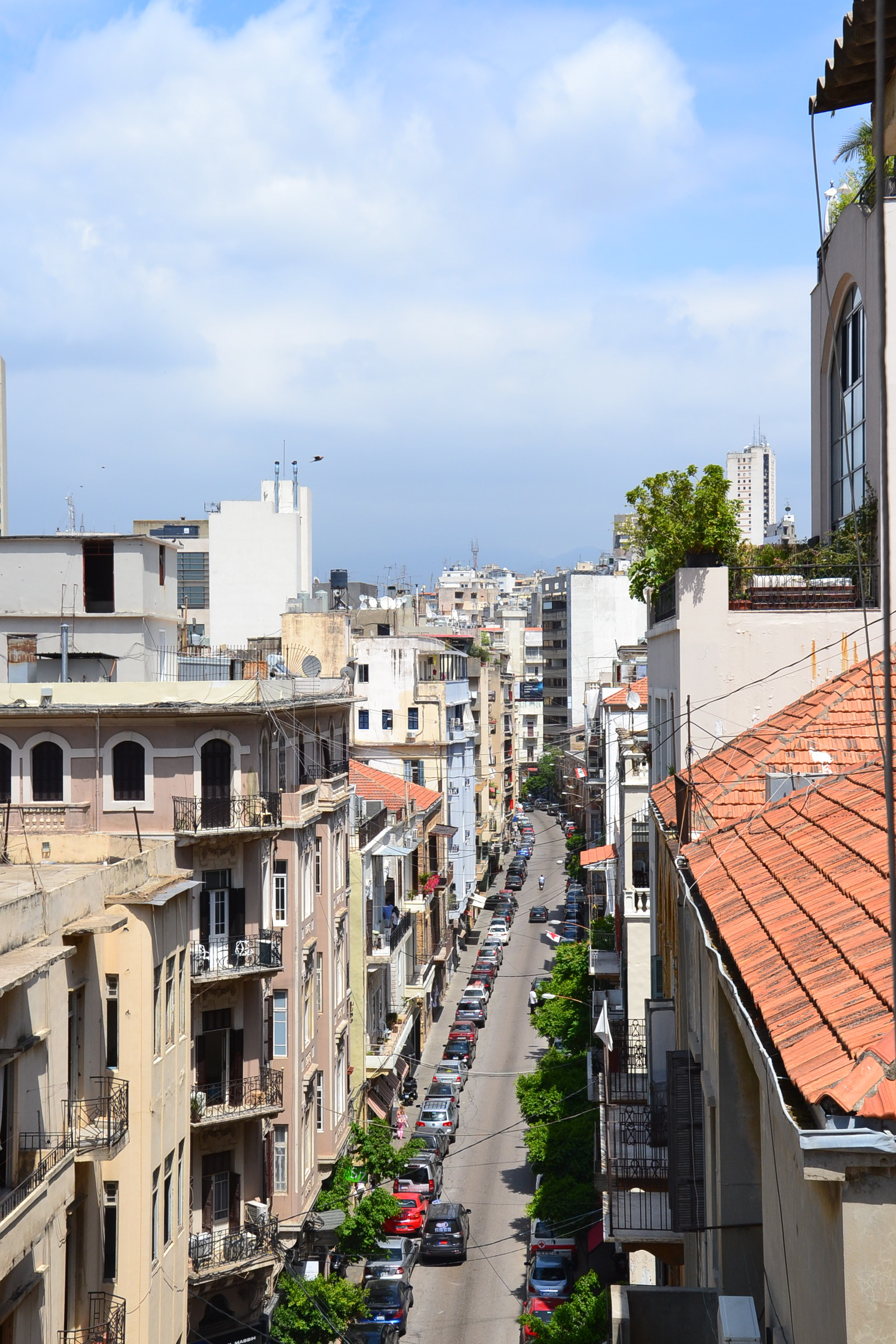
Rue Gouraud, Gemmayzeh.
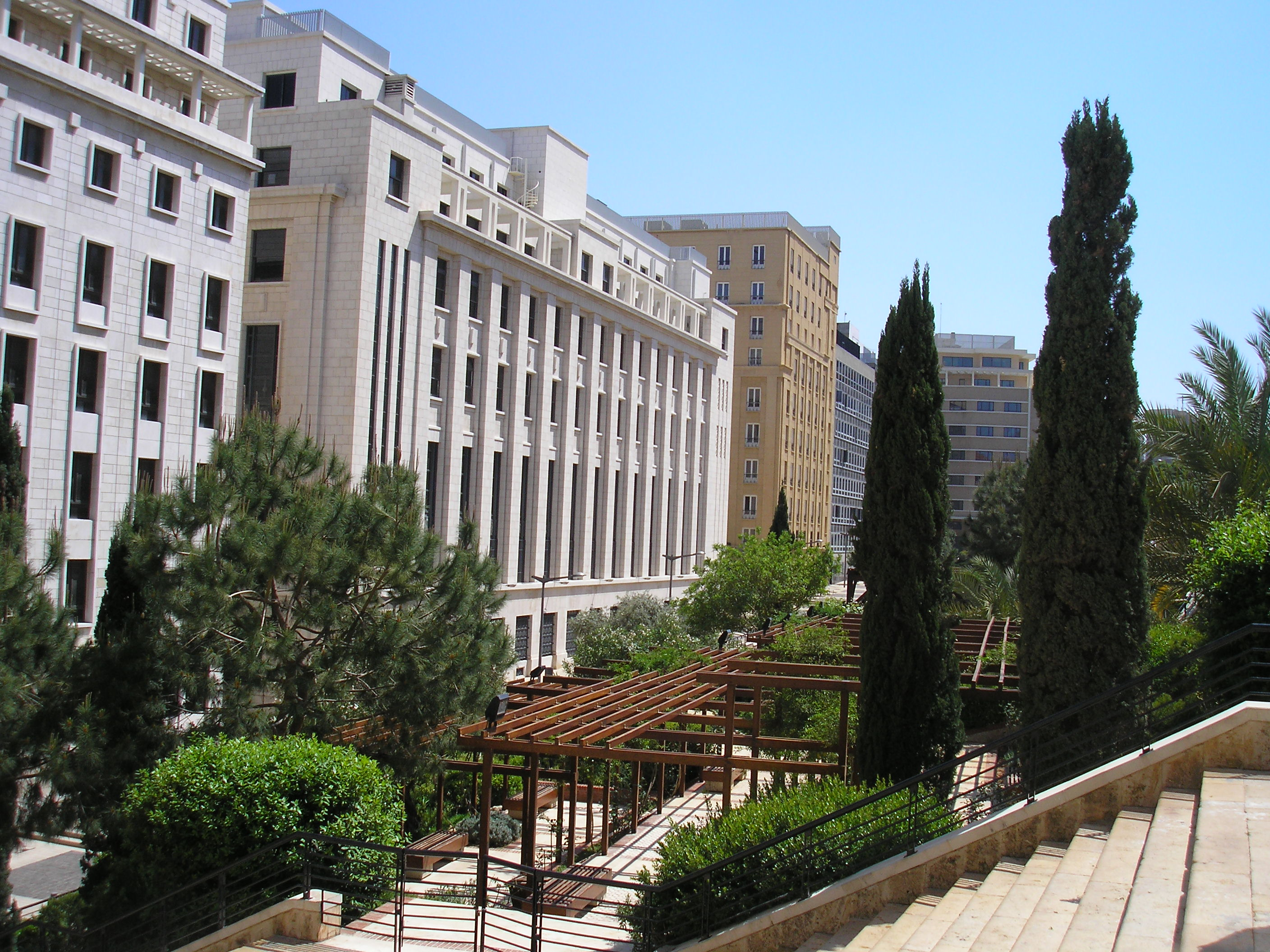
Le centre-ville.
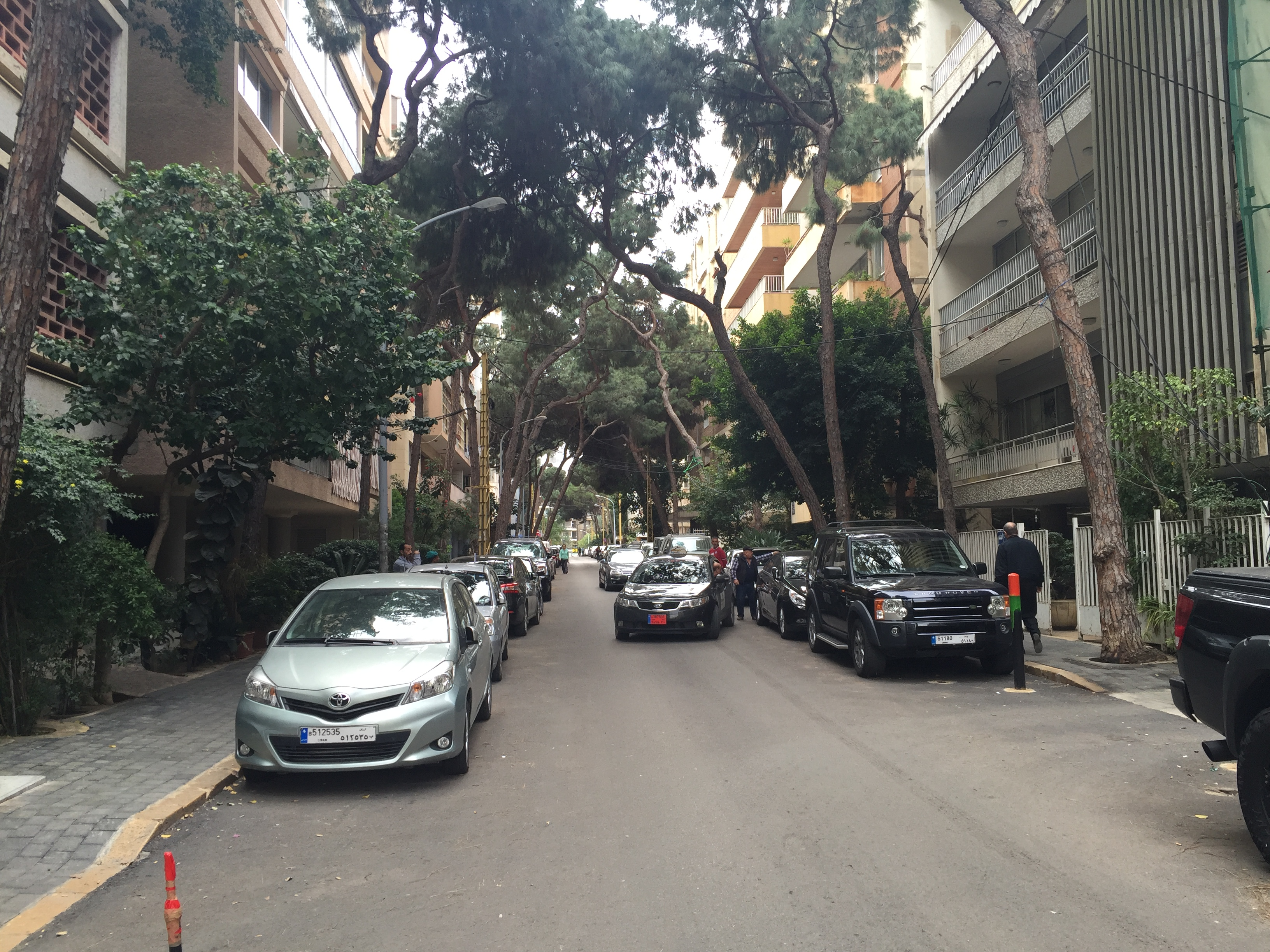
La rue Alam à Badaro.

Beyrouth intra-muros est divisée en douze quartiers, eux-mêmes divisés en secteurs.
| Quartiers      | Secteurs                                                                                           |
| -------------- | -------------------------------------------------------------------------------------------------- |
| Achrafieh      | Furn el-Hayek, Mar Mitr, Ghabi, Corniche el-Nahr, Nasara, Achrafieh, Sioufi, Hôtel-Dieu, Adlieh    |
| Ain Mreisse    | Jamia, Ain Mreisse                                                                                 |
| Bachoura       | Bachoura, Basta Tahta                                                                              |
| Marfa'         | Majidieh, Minet el-Hosn, Nedjmeh, Marfa'                                                           |
| Mazraa         | Basta Faouka, Abi Haidar, Ras el-Nabaa, Aamlieh, Mazraa, Horsh, Tarik Jdideh, Malaab               |
| Medawar        | Rmeil, Mar Mikhail, Khodr, Jisr                                                                    |
| Minet Al Hosn  | Kantari, Bab Idriss, Minet el-Hosn                                                                 |
| Moussaitbeh    | Tallet Druze, Sanayeh, Zarif, Dar el-Fatwa, Moussaitbeh, Wata, Tallet el-Khayat, UNESCO, Mar Elias |
| Ras Beyrouth   | Ras Beyrouth, Manara, Hamra, Qoreitem, Snoubra, Raouché, Ain el-Tineh                              |
| Rmeil          | Mar Nicolas, Al Hikmeh, Hôpital orthodoxe, Geitaoui, Qobaiyat                                      |
| Saïfi          | Gemmayzeh, Mar Maroun, Yassouieh                                                                   |
| Zoukak el-Blat | Sérail, Batrakieh                                                                                  |

Le centre-ville est en majeure partie le centre historique de la ville. On retrouve la place de l'Étoile, le Parlement, le Sérail, les boîtes de nuit et les bars à Gemmayzeh, ainsi que les tours Marina, image d'une économie à nouveau prospère.
Les coupures d'électricité durent généralement trois heures par jour et nombre de Beyrouthins sont donc obligés de posséder des générateurs d'électricité.

#### Badaro
Le quartier connu sous le nom de Badaro (appellation administrative Horsh ou Parc), principalement résidentiel, est situé au cœur de Beyrouth. Il est approximativement délimité par la rue de Damas au nord, par l'hippodrome à l'ouest, par l'avenue Sami el Solh (avenue de la Forêt de Pins) au sud-est et par le rond-point Tayoune au sud. Le quartier est un des plus attrayants de Beyrouth.
En raison de ses rues arborées, de ses larges trottoirs, de sa vie nocturne animée et de sa fréquentation, Badaro est un petit village au cœur de Beyrouth. Il correspond à la partie urbanisée du secteur administratif du Parc, à côté d'un parc public de 40 hectares (la « forêt des pins de Beyrouth ») et de l'hippodrome. C'est un quartier à échelle très humaine avec de petites épiceries à chaque coin de rue. S'y trouvent restaurants, pubs et cafés-terrasses de presque tous les styles. À de nombreux endroits, il y a des snacks très abordables et on peut savourer son repas sur le trottoir. On y compte aussi quelques restaurants haut de gamme bien connus dans le quartier.
Badaro est également le quartier où l'on retrouve l'un des meilleurs[réf. souhaitée] hôtels de Beyrouth, le Smallville, à l'emplacement unique à côté du musée national de Beyrouth et à la décoration de style design très attractive. En plus de ses cafés animés, des bars et des restaurants, les principales attractions de Badaro sont ses deux remarquables musées : le musée national de Beyrouth et le musée des minéraux (MIM). Le « Village » de Badaro fourmille de résidents, de Beyrouthins venus d'autres quartiers, d'employés de bureau (Badaro est aussi un quartier d'affaires) et de nombreux expatriés[réf. nécessaire].

#### Vie nocturne

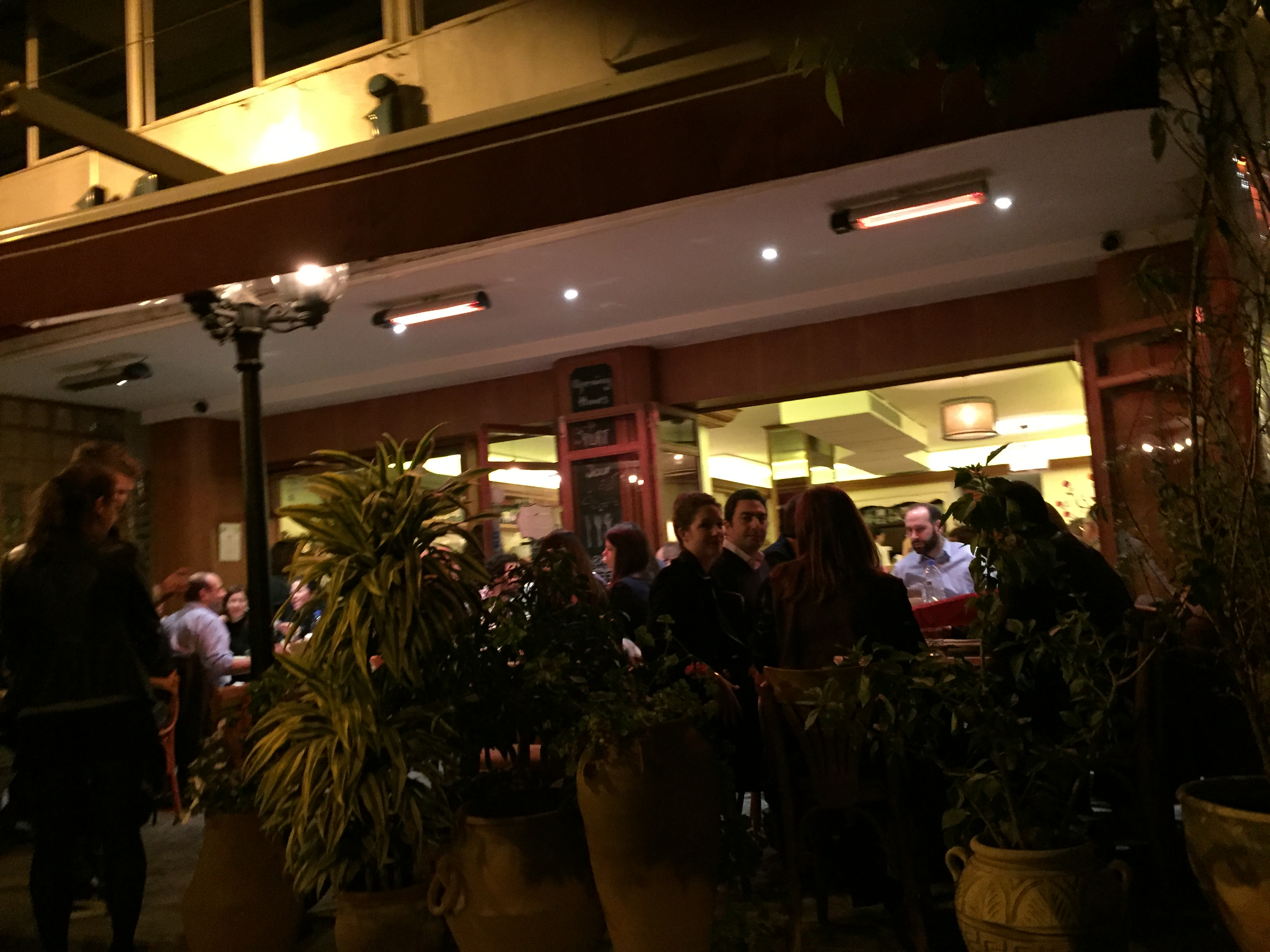
Terrasse de restaurant à Badaro.

Beyrouth est réputée pour sa vie nocturne. Elle héberge de nombreuses discothèques, boîtes de nuit et pubs dans les quartiers Monnot, Verdun, Hamra, Gemmayzé, Badaro et sur les corniches du bord de mer et dans le centre-ville. À Hamra, la rue comporte une multitude de restaurants, de cafés et de boutiques. Rue Monnot, les boîtes de nuits et les discothèques sont omniprésentes, ce qui en fait une des plus agitées de la ville.
La corniche de Beyrouth, longeant la mer, est fréquentée par des promeneurs à n'importe quelle heure du jour ou de la nuit. Le centre-ville est le quartier le mieux construit à Beyrouth, véritable œuvre d'art architecturale. Il a été entièrement rénové et comprend une multitude de restaurants, notamment rue Maarad, de cafés et boutiques. De nombreuses boutiques de marques de luxe européennes s'y sont installées.

### Banlieues
- Ouzai
- Ghobairi
- Haret Hreik
- Chiyah
- Burj El Barajneh
- Laylaké
- Hadeth
- Hazmieh
- Baabda[note 5]
- Ain el-Remmané
- Furn ech Chebbak
- Sin el Fil[note 6]
- Bourj Hammoud[note 7]
- Jdeïdé[note 8]

## Démographie
Depuis 1950, l'évolution démographique de l'agglomération de Beyrouth a été :
| 1950    | 1960    | 1970    | 1980      | 1990      |
| ------- | ------- | ------- | --------- | --------- |
| 322 000 | 561 000 | 923 000 | 1 623 000 | 1 293 000 |

| 2000      | 2010      | 2017      | - | - |
| --------- | --------- | --------- | - | - |
| 1 487 000 | 1 990 000 | 2 332 000 | - | - |

| Histogramme de l'évolution démographique de Beyrouth |           |
| \| 1950 \| 322 000 \| \| 1960 \| 561 000 \| \| 1970 \| 923 000 \| \| 1980 \| 1 623 000 \| \| 1990 \| 1 293 000 \| \| 2000 \| 1 487 000 \| \| 2010 \| 1 990 000 \| \| 2017 \| 2 332 000 \| |           |
| 1950 | 322 000   |
| 1960 | 561 000   |
| 1970 | 923 000   |
| 1980 | 1 623 000 |
| 1990 | 1 293 000 |
| 2000 | 1 487 000 |
| 2010 | 1 990 000 |
| 2017 | 2 332 000 |

## Religions
Religion à Beyrouth (2022)
- Islam (54,3 %)
- Christianisme (44,7 %)
- Druze (1 %)

La ville de Beyrouth, tout comme le Liban est connue pour sa diversité religieuse unique au Moyen orient, les 2 communautés religieuses les plus importantes à Beyrouth sont les chrétiens (principalement armeniens apostoliques mais également orthodoxes, maronites et melkites) se concentrant notamment à l’est de la capitale libanaise, et les musulmans (principalement sunnites avec une importante minorité chiite) se concentrant à l’ouest.

Lieux de culte
La cathédrale maronite Saint-Georges et la mosquée Mohammed al-Amine.
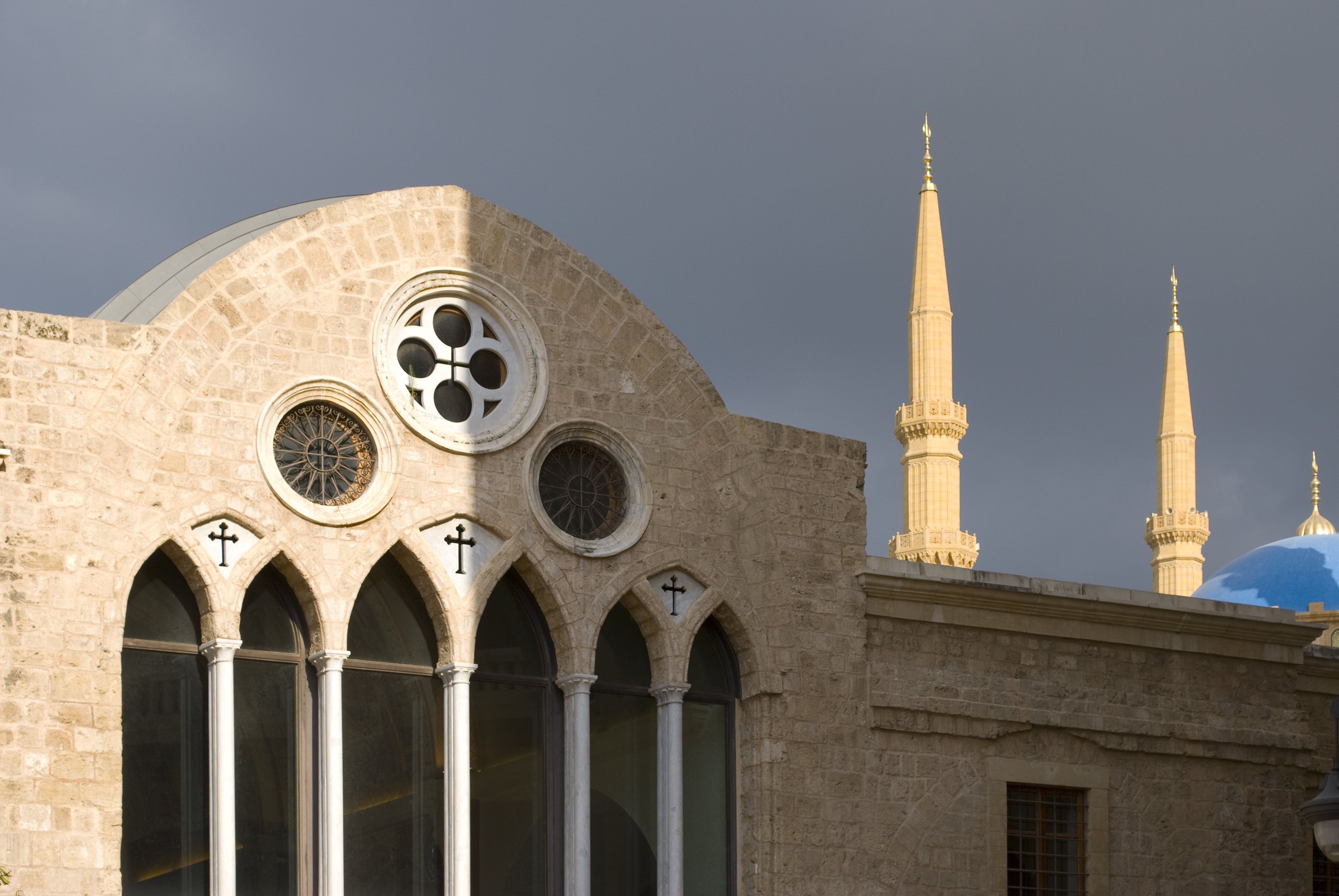
La cathédrale grecque-orthodoxe Saint-Georges.
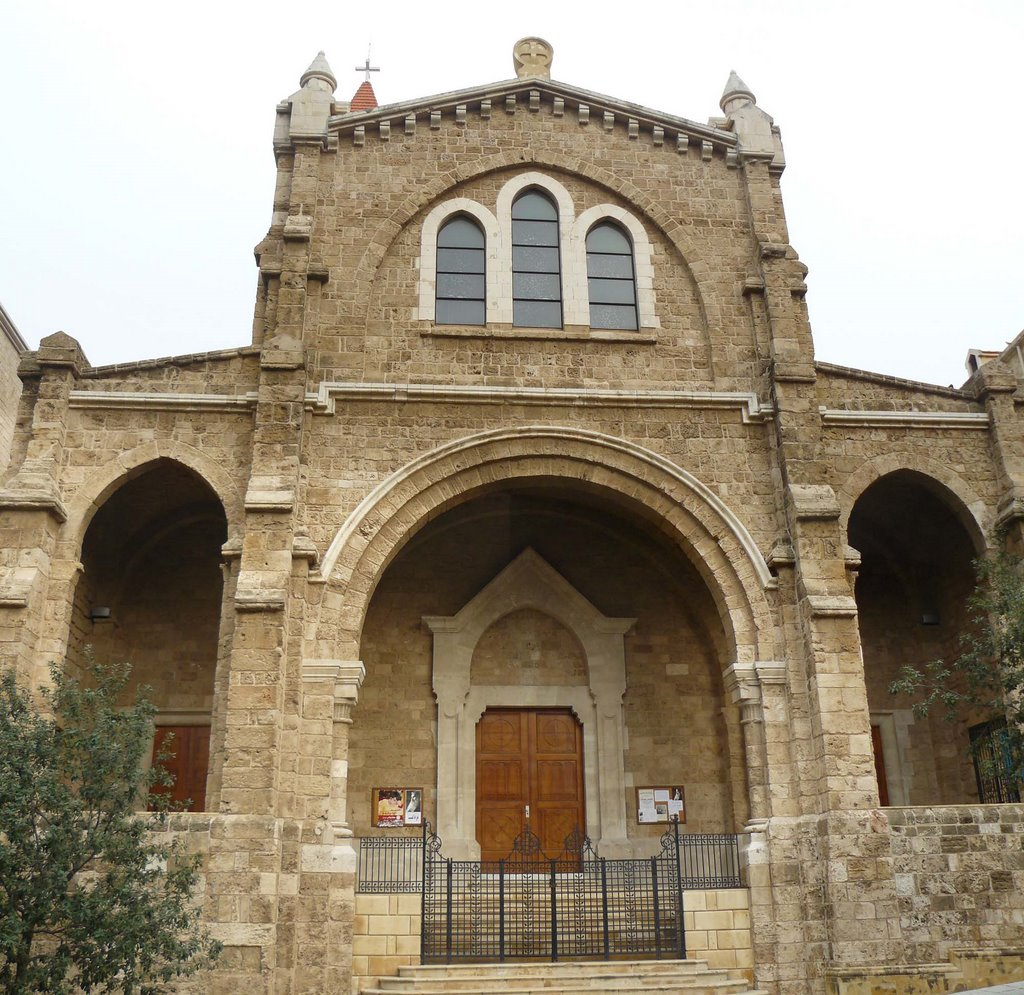
La cathédrale Saint-Louis.
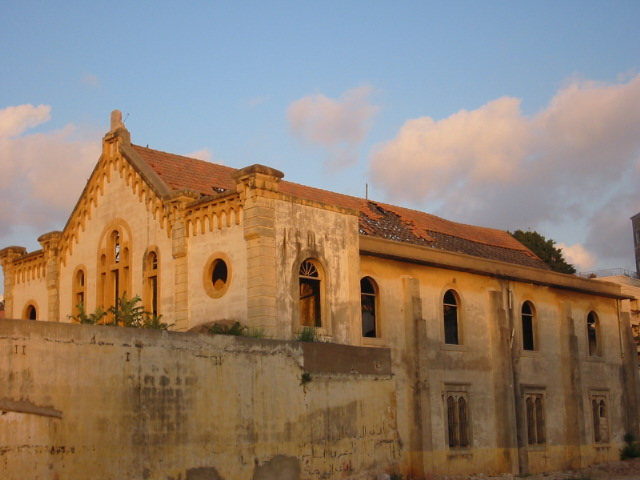
La synagogue Maghen Abraham de Beyrouth.
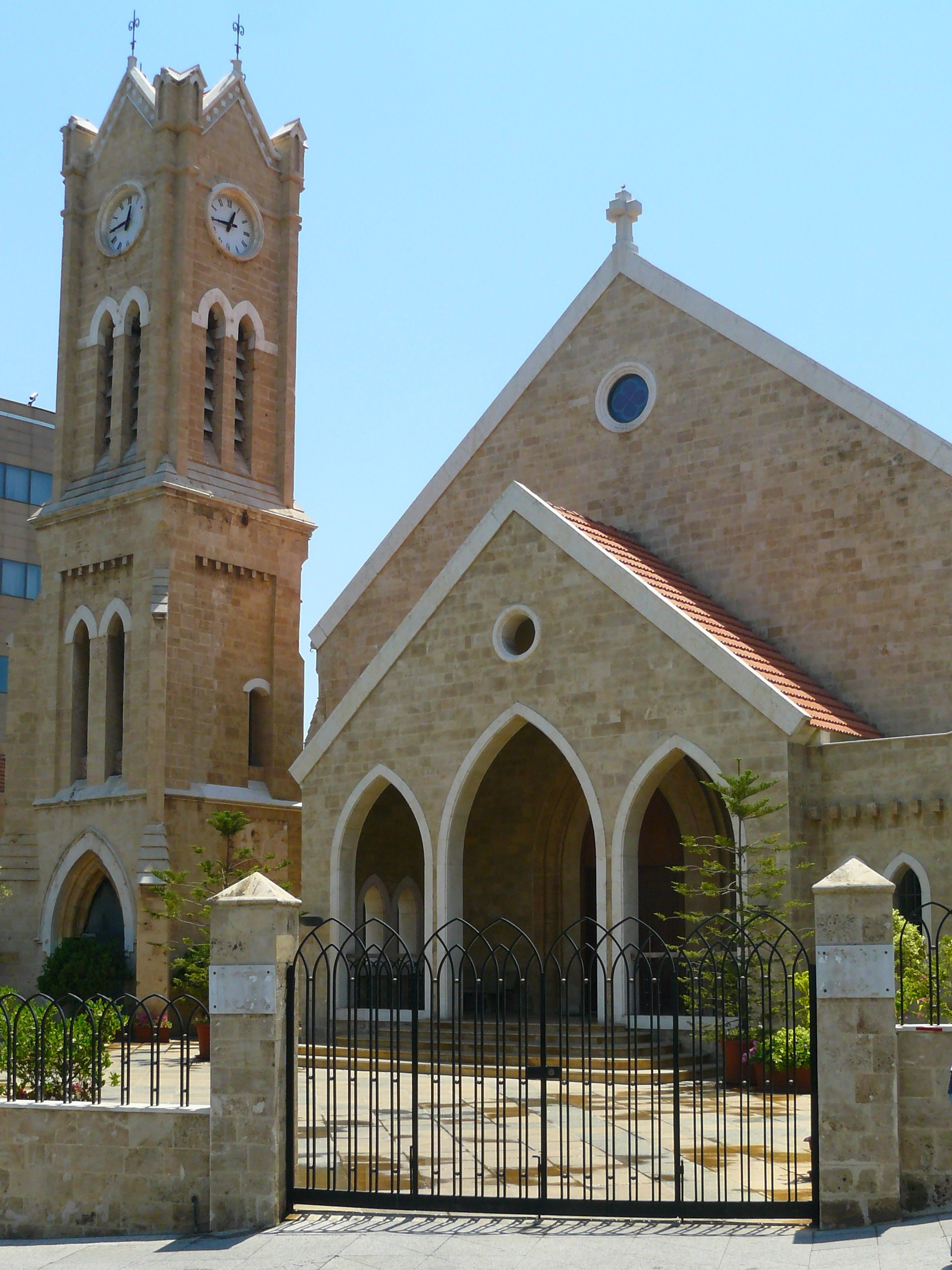
L'église nationale évangélique de Beyrouth.

## Transports

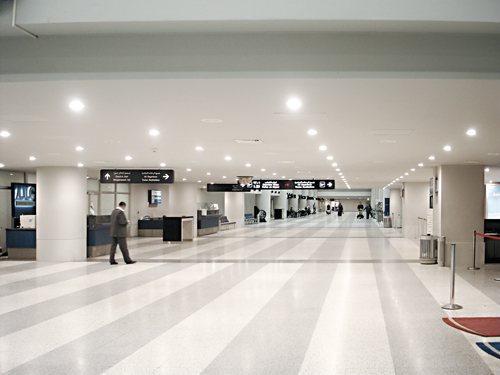
Intérieur de l'aéroport international de Beyrouth - Rafic Hariri.

Beyrouth est desservie par l'aéroport international Rafik Hariri au sud de la ville. L'accès s'y fait par taxi. Beyrouth est également reliée à plusieurs villes grâce aux TTS Buses : Beyrouth-Amman et Amman-Beyrouth. D'autres compagnies de bus relient Beyrouth à d'autres villes du pays: Zahlé, Jbeil, Batroun, Deir el Qamar, Tyr, Tripoli, Saïda.
L'agglomération est très mal dotée en transports en commun. La ville est traversée par onze lignes de bus. Le tarif du ticket est d'environ 35 000 LL, soit 1 EUR ou 1 USD. Les lignes couvrent 186 km de l'agglomération et vont jusqu'à Aley, Jbeil, Broummana et Khaldé. Elles fonctionnent de 6 h à 18 h et certaines jusqu'à 22 h. Les taxis partagés, appelés localement « taxis service », assurent une part importante des déplacements.
La mobilité motorisée individuelle est prédominante et de nombreux usagers ont une mobilité très contrainte. Selon des statistiques du bureau d'étude ELARD, en 2004, l'automobile privée assure 68 % des déplacements, les taxis et taxi-service 15 %, les bus 8 %, les minibus 8 % également.

## Écologie et recyclage
Des bacs de recyclage sont installés depuis quelques années dans Beyrouth par l'entreprise de gestion de déchets Cedar Environmental. Ces bacs, au nombre de 150 fin 2018, sont entièrement fabriqués à partir de sacs en plastique grâce à une technologie brevetée.

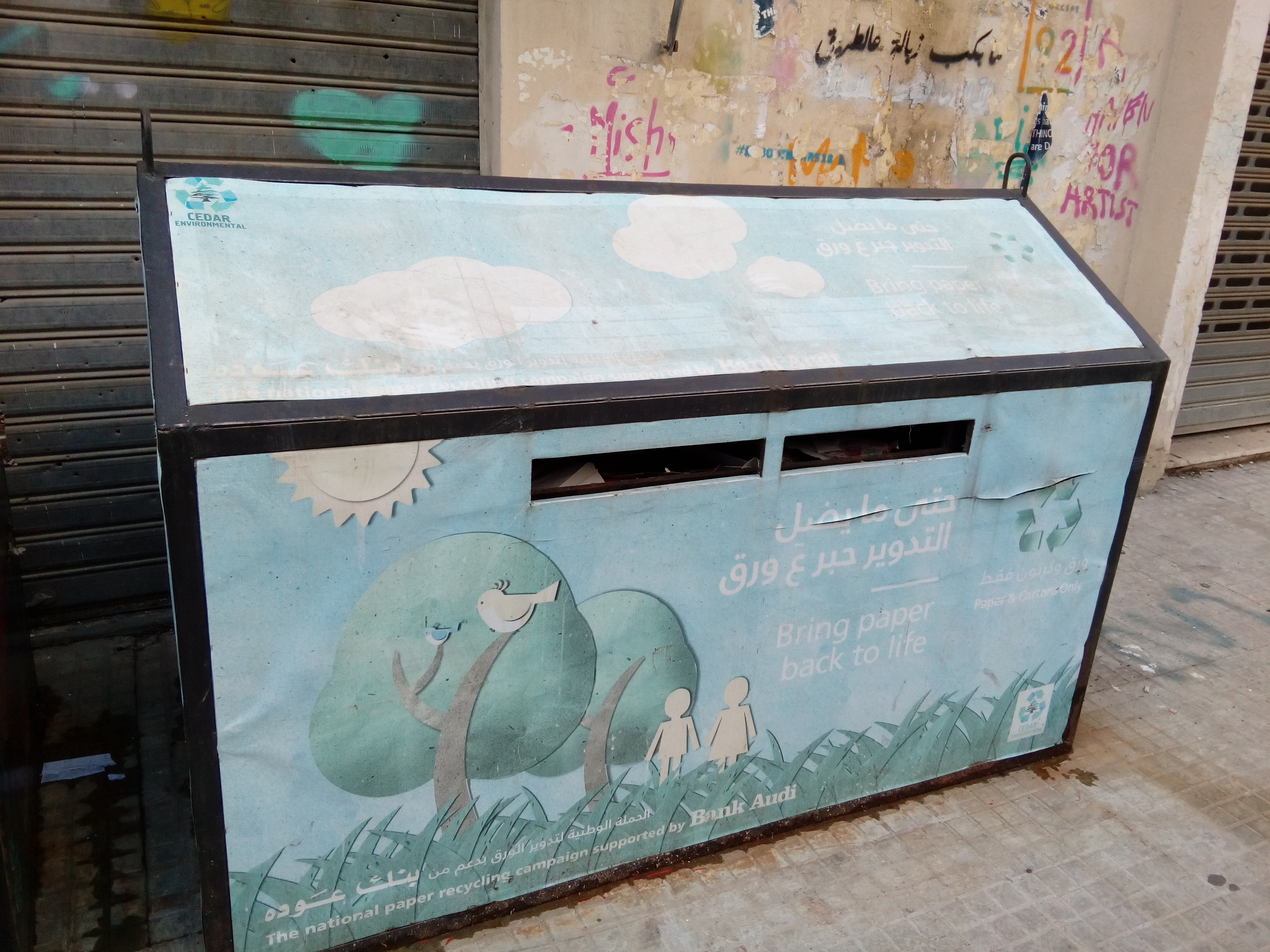
Bac de collecte pour le papier dans le quartier de Badaro.
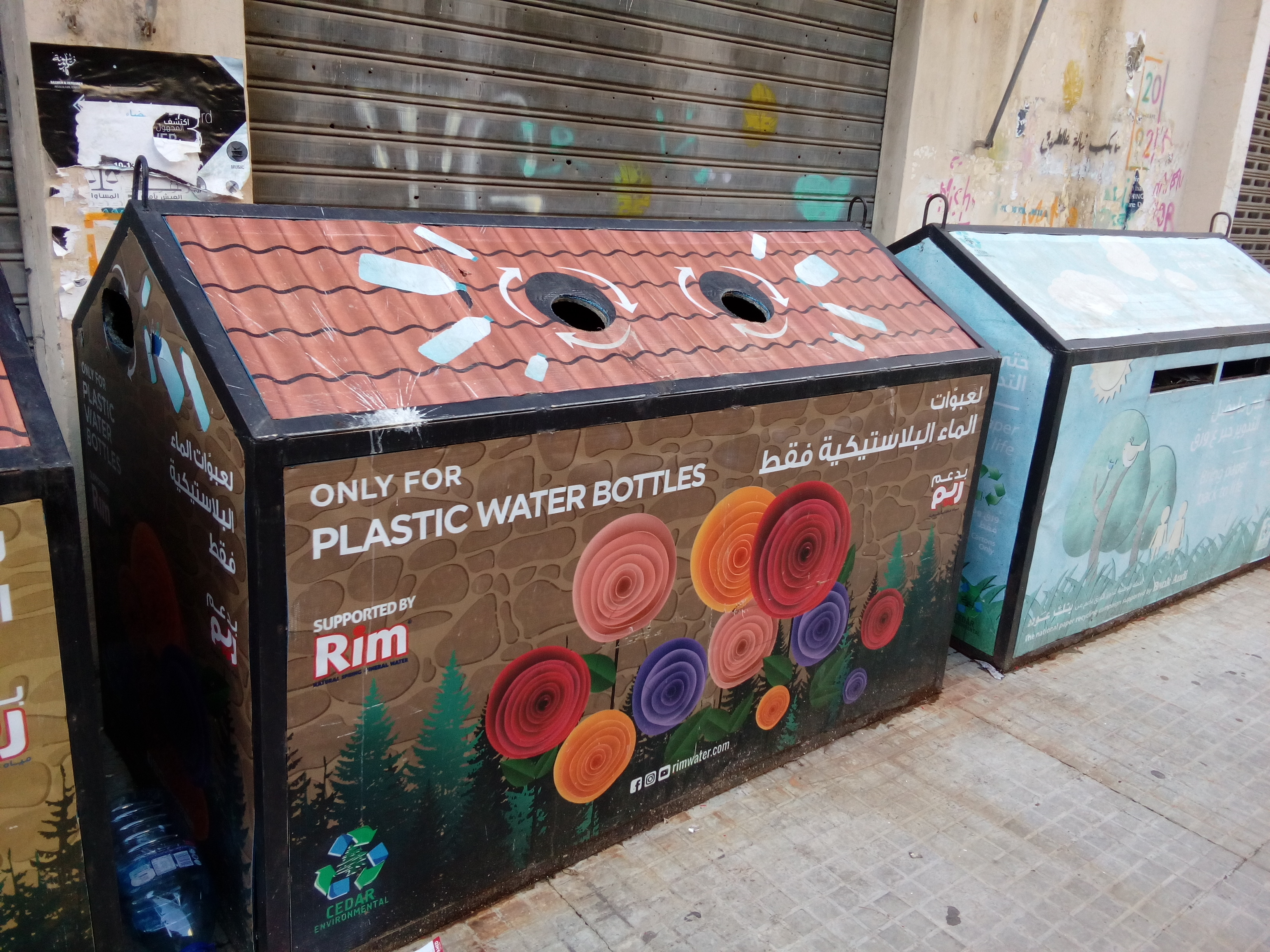
Bacs de collecte pour les bouteilles en plastique et le papier.
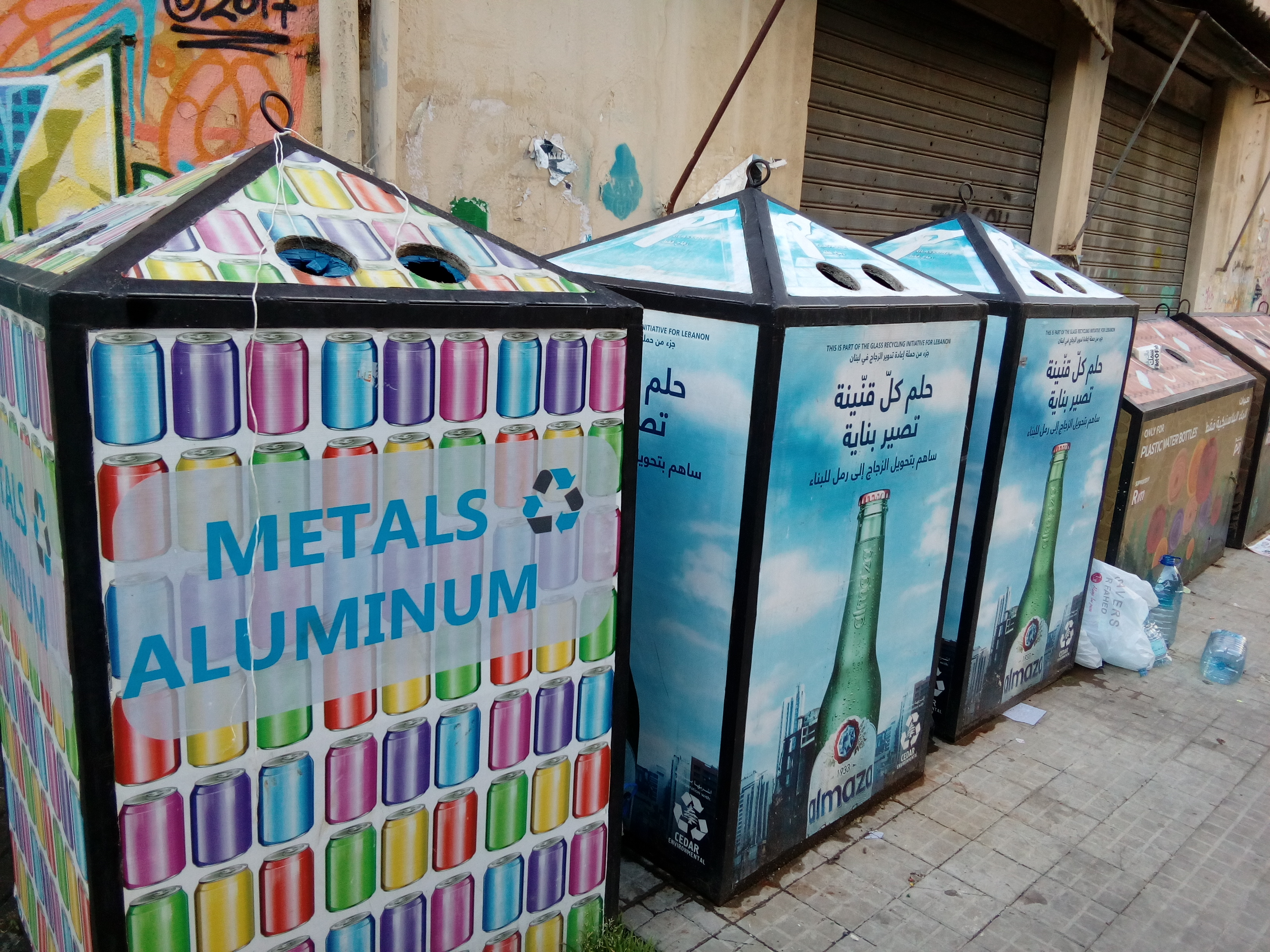
Bacs de collecte pour les contenants en métal, aluminium et verre.

## Culture

### Festivals

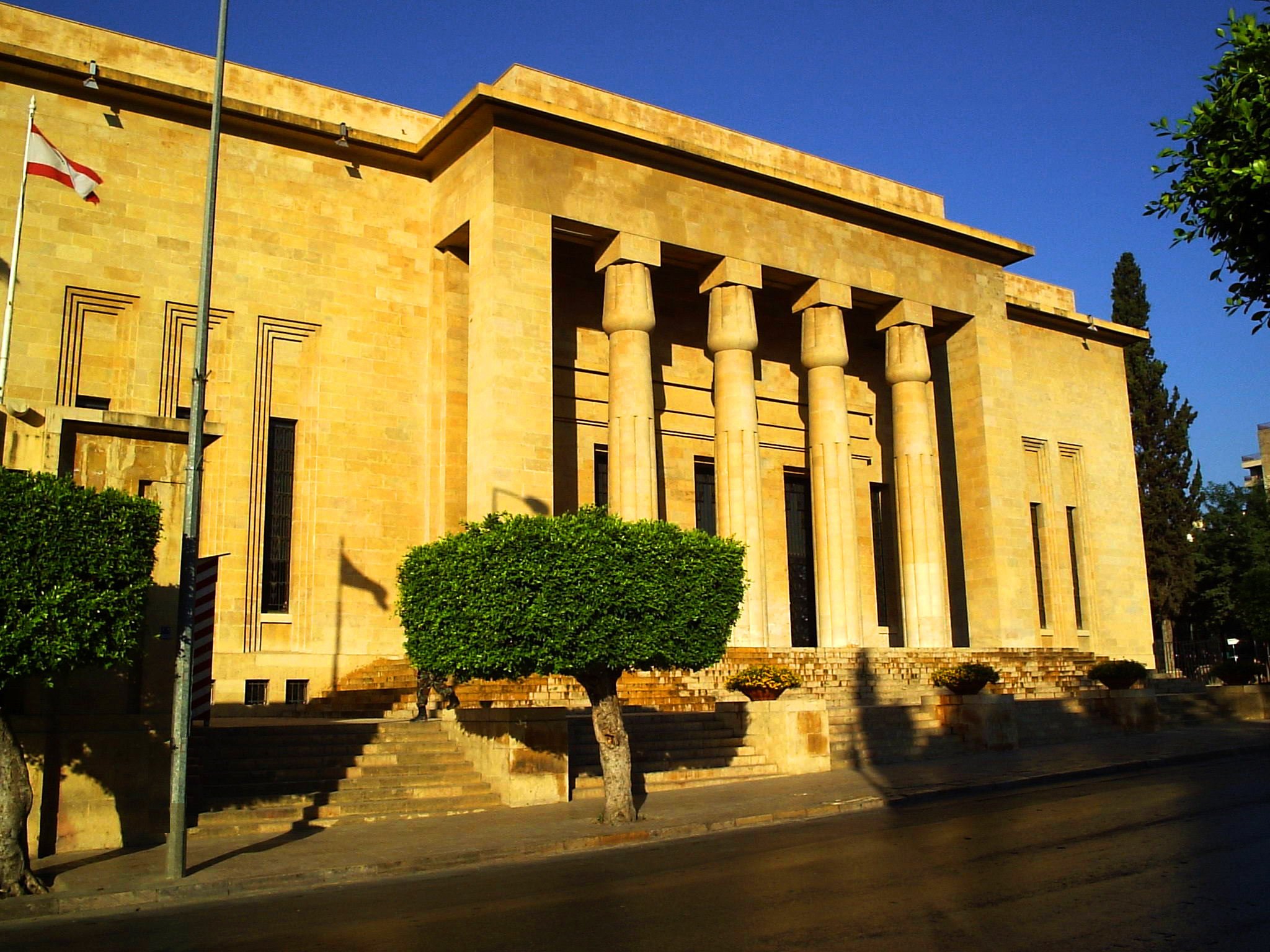
Musée national de Beyrouth.

Chaque année a lieu à Beyrouth le Festival du film libanais. Des festivals et d'autres manifestations à caractère international sont souvent organisés au BIEL (Beirut International Exhibition & Leisure Center). Depuis 1994, le festival Al-Bustan, qui a lieu en hiver, présente de la musique de chambre, de la musique symphonique, des chorales, des opéras et des spectacles de marionnettes.
Le Printemps de Beyrouth est un festival pluridisciplinaire organisé depuis 2009 par la Fondation Samir Kassir (journaliste et écrivain libanais tué en 2005). Chaque édition s'étend sur une semaine et sa programmation est ouverte à un large public, la représentation — différente chaque soir — ayant lieu dans un site différent de Beyrouth. Ce festival se démarque par la gratuité de ses activités.
Plusieurs fois par an, L'Escalier de l'Art accueille les œuvres d'artistes amateurs et professionnels le long de l'Escalier Saint-Nicolas, dans le quartier de Gemmayzé.

### Beaux-arts
Le Beirut Art Center (centre d'art contemporain), ouvert en 2009, accueille les œuvres d'artistes libanais. Le musée privé Robert Mouawad a ouvert ses portes en 2006 dans l'ancienne demeure d'Henri Pharaon. Le musée national et le musée Sursock sont les deux autres principaux musées de la ville. Depuis quelques années, Beyrouth voit l'ouverture de nombreuses galeries d'art contemporain, comme la Sfeir-Semler Gallery en 2005.
Le Farhat art Museum (متحف فرحات) et le Farhat Cultural Center (فرحات للثقافة والفنون) ont pour but principal de soutenir les artistes arabes contemporains, mais ils comptent également différents artistes occidentaux tels que Suzanne Klotz (en), ou Rinaldo Cuneo (en), Albert Gleizes, Fernand Léger ou Raoul Dufy dans leurs collections.
Le village Saïfi, qui se démarque par son architecture, est presque entièrement voué aux galeries d'art.

### Minéralogie et paléontologie
Le Musée mim est un musée privé de minéralogie qui a ouvert ses portes au public en octobre 2013. La collection du MIM est aujourd’hui considérée comme l’une des plus importantes collections privées au monde par la variété et la qualité des minéraux qu’elle présente,. Un parcours didactique, jalonné d’écrans présentant des films et des applications scientifiques sur la minéralogie, fait découvrir ce monde qui recèle des pièces uniques tant du point de vue esthétique que scientifique.
Une aile est dédiée au Mimodactylus libanensis surnommé « mimo », fossile d’un ptérodactyle unique au Moyen-Orient et découvert au Liban. Ce fossile est mis en valeur par des techniques modernes : hologramme, film auto-stéréoscopique, reconstitution grandeur nature, ainsi qu’un jeu permettant de « voler avec mimo ». Les plus beaux fossiles, remontant à 100 millions d'années, ont été achetés au musée Mémoire du temps de Byblos[source insuffisante].
Le MIM accueille une exposition thématique « Fish’n’stone », organisée avec la collaboration du musée Mémoire du Temps[réf. nécessaire]. Elle illustre environ 200 des plus beaux fossiles marins. Célèbres dans le monde entier, ces fossiles ont été dégagés dans les carrières libanaises[réf. nécessaire]. Une animation retraçant la formation de ces fossiles plonge le visiteur dans le monde marin et sous-marin d’il y a 100 millions d’années.

### Autres lieux culturels
L'agglomération beyrouthine est riche de nombreux autres musées, cinémas et théâtres, dont le Picadilly (où jouait Fayrouz) dans le quartier de Hamra, le théâtre Monnot dans la rue Monnot et le Casino du Liban dans la banlieue nord près de la ville de Jounieh.

## Institutions

### Institutions libanaises

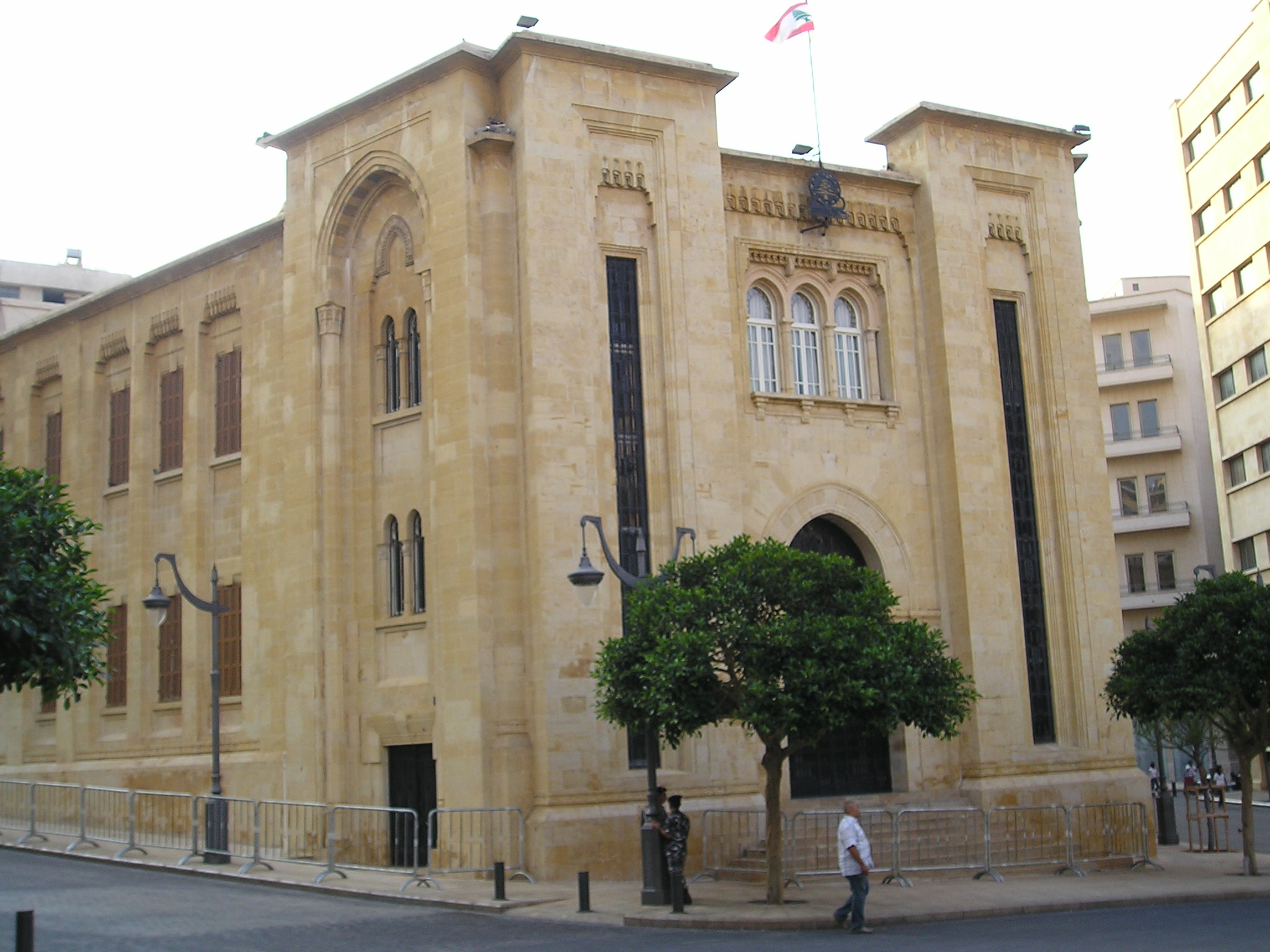
Le Parlement situé place de l'Étoile.

La ville de Beyrouth abrite la plupart des ministères dont le Grand sérail, résidence du Président du Conseil des ministres. Le parlement y a également son siège.

### Institutions académiques
Après le baccalauréat, les étudiants ont principalement le choix de poursuivre leurs études supérieures selon le système éducatif américain ou selon le système éducatif français. Les trois principales universités du pays sont :
- l'Université libanaise (UL), seul établissement universitaire public du Liban ;
- l'université américaine de Beyrouth (système américain) ;
- l'université Saint-Joseph de Beyrouth (système français).

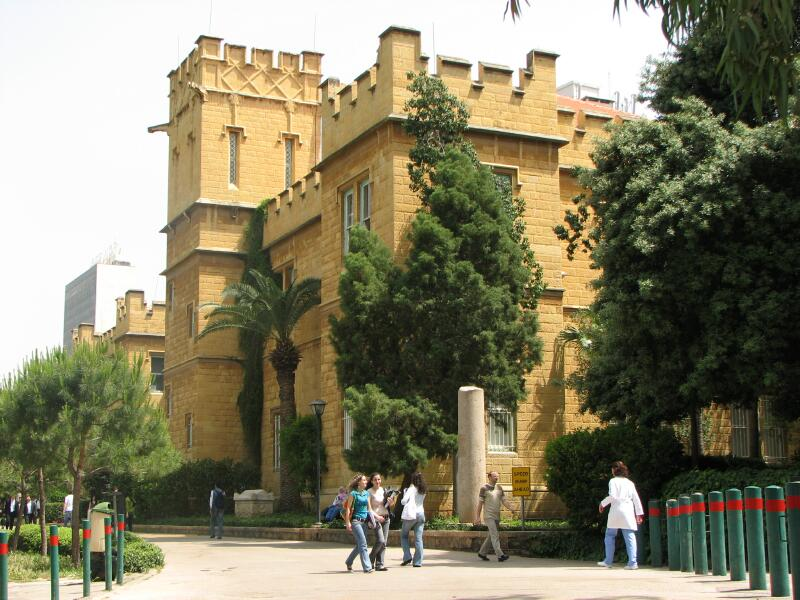
L'université américaine de Beyrouth (AUB).
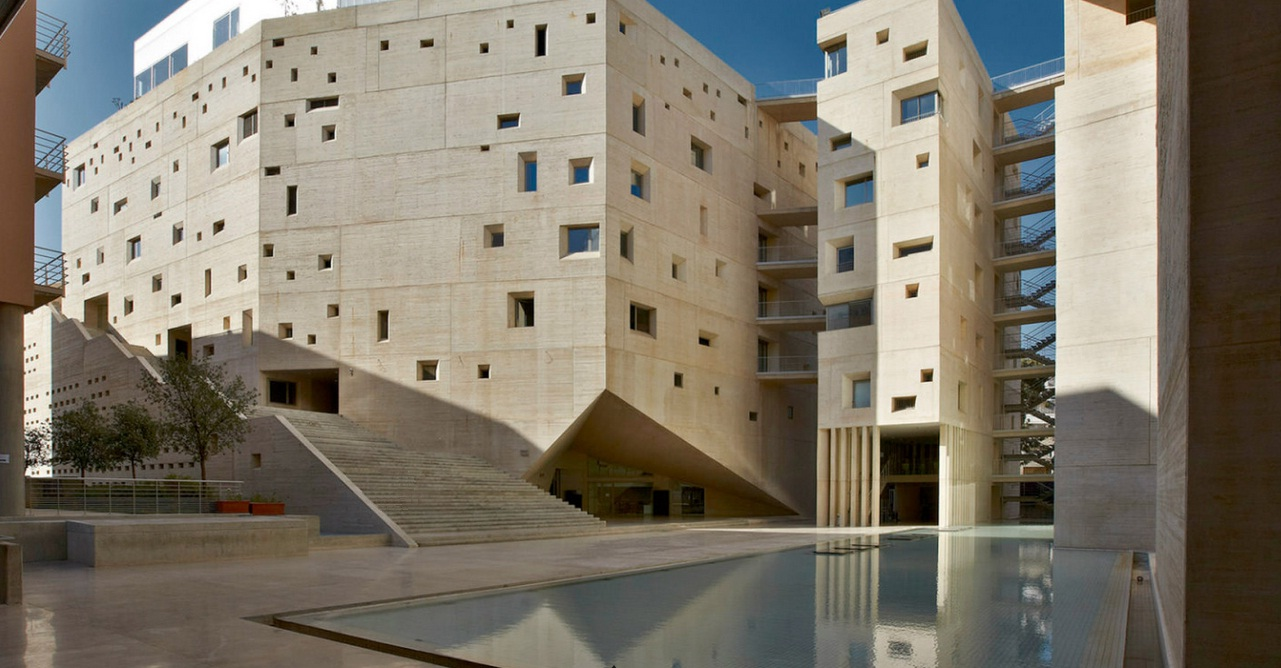
L'université Saint-Joseph de Beyrouth (USJ).

## Relations internationales

### Jumelage
La ville de Beyrouth est jumelée avec :
| Ville | Ville          | Pays | Pays                | Période     |
| ----- | -------------- | ---- | ------------------- | ----------- |
|       | Amman          |      | Jordanie            | depuis 2000 |
|       | Athènes        |      | Grèce               |             |
|       | Bagdad         |      | Irak                |             |
|       | Buenos Aires   |      | Argentine           |             |
|       | Damas          |      | Syrie               |             |
|       | Dubaï          |      | Émirats arabes unis |             |
|       | Dubaï          |      | Émirats arabes unis |             |
|       | Erevan         |      | Arménie             |             |
|       | Istanbul       |      | Turquie             |             |
|       | Karachi        |      | Pakistan            |             |
|       | Le Caire       |      | Égypte              |             |
|       | Los Angeles    |      | États-Unis          |             |
|       | Lyon           |      | France              |             |
|       | Marseille      |      | France              |             |
|       | Mexico         |      | Mexique             |             |
|       | Montréal       |      | Canada              |             |
|       | Moscou         |      | Russie              |             |
|       | Québec         |      | Canada              |             |
|       | Rio de Janeiro |      | Brésil              |             |
|       | Trieste        |      | Italie              |             |
|       | Tripoli        |      | Libye               |             |
|       | Île-de-France  |      | France              |             |

## Dans la culture

### Films tournés à Beyrouth
- 1975 : Beyrouth ô Beyrouth, de Maroun Bagdadi
- 1978 : Lettre de Beyrouth, de Jocelyn Saab
- 1981 : Hors la vie, de Maroun Bagdadi
- 1982 : Petites Guerres, de Maroun Bagdadi
- 1982 : Beyrouth, ma ville, de Jocelyn Saab
- 1992 : Par le regard des mères, de Philippe Aractingi
- 1992: Beyrouth de pierres et de mémoires, de Philippe Aractingi
- 1993 : Vol libre au Liban, de Philippe Aractingi
- 1994 : Il était une fois Beyrouth, histoire d'une star, de Jocelyn Saab
- 1996 : L'enfant des vignes, de Philippe Aractingi
- 1998 : West Beirut, de Ziad Doueiri
- 1998 : Beyrouth fantôme, de Ghassan Salhab
- 1999 : Civilisées, de Randa Chahhal Sabbagh
- 1999 : Autour de la maison rose, de Joana Hadjithomas et Khalil Joreige
- 2004 : Dans les champs de bataille, de Danielle Arbid
- 2005 : A Perfect Day,de Joana Hadjithomas et Khalil Joreige
- 2006 : Bosta, de Pilippe Aractingi
- 2007 : Caramel, de Nadine Labaki
- 2008 : Je veux voir, de Joana Hadjithomas
- 2008 : Sous les bombes, de Philippe Aractingi
- 2010 : Beirut Kamikaze, de Christophe Karabache
- 2011 : En secret (Circumstance), de Maryam Keshavarz
- 2011 : Et maintenant, on va où ?, de Nadine Labaki
- 2012: Une terre pour un homme, de Philippe Aractingi
- 2014 : Héritages, de Philippe Aractingi
- 2017 : L'Insulte, de Ziad Doueiri
- 2018 : Capharnaüm, de Nadine Labaki
- 2018 : Ismaii ou Listen, de Philippe Aractingi

### Séries tournées à Beyrouth
- Shankaboot, webfiction interactive filmée à Beyrouth et ses environs, diffusée depuis 2010.

### Dans la bande dessinée
- Dans les aventures de Tintin, il est possible de partir de Beyrouth pour aller au Khemed.
- La bande dessinée Bye bye Babylone, Beyrouth 1975-1979 de Lamia Ziadé traite du début de la guerre[50].

### En littérature
- Samir Kassir, Histoire de Beyrouth, Fayard, 2003.
- Alexandre Najjar, Le Roman de Beyrouth, Plon 2005.
- Alexandre Najjar, Le Syndrome de Beyrouth, Plon 2021.

### En photographie
Au lendemain de la guerre, un travail photographique a été réalisé par Gabriele Basilico, René Burri, Robert Frank, Fouad Elkoury, Raymond Depardon et Josef Koudelka. Il a donné lieu à une exposition (1991) et à un ouvrage (1992).

## Personnalités liées à la ville

### Politique et économie
- Caroline Codsi, présidente fondatrice de l'organisme sans but lucratif La Gouvernance au Féminin
- Girgi Dimitri Sursock, diplomate beyrouthin[55]
- Kheireddine al-Ahdab, Premier ministre
- Carlos Ghosn, ex-PDG des groupes Renault et Nissan
- Nicolas Hayek, président du groupe horloger Swatch Group
- Samir Kassir, journaliste, historien de Beyrouth, mort assassiné dans cette ville le 2 juin 2005
- Mishkat Al-Moumin, militante et femme politique irakienne née à Beyrouth
- Hussein Oueini, Premier ministre
- Edmond Safra, banquier
- Saëb Salam, Premier ministre
- Léa Salamé, journaliste franco-libanaise
- Lamia Moubayed Bissat, présidente de l'Institut des Finances Basil Fuleihan.
- Nicolas Saouaf, économiste
- Abdallah al-Yafi, Premier ministre
- Hassan Sabeh, homme politique libanais, y est né en 1947.
- Octavia Nasr, journaliste américano-libanaise
- Khalīl al-Khūrī, propriétaire de presse ottoman, y est mort.

### Sciences
- Michel Asfar, psychiatre et psychanalyste libanais

### Journalisme
- André Bercoff, journaliste et écrivain français
- Rami Abou Jamous
- Charles Villeneuve, journaliste français et ancien président du Paris Saint-Germain Football Club

### Arts et culture
- Hamed Sinno, chanteur libano-américain du groupe Mashrou'Leila populaire au Moyen-Orient
- Simon Abkarian, acteur français d'origine arménienne
- Krikor Agopian, peintre
- Nancy Ajram, chanteuse libanaise
- Gabrielle Anwar, actrice
- Ibn P. Assidim, philosophe du droit.
- Abdel Rahman El Bacha, pianiste
- Andrée Chedid, poète et écrivaine française, mère de Louis Chedid et grand-mère de Matthieu Chedid (-M-), chanteurs
- Péri Cochin, animatrice de télévision
- David Daoud, peintre
- John Dolmayan, batteur de System of a Down d'origine arménienne
- Michel Écochard, architecte et urbaniste, auteur de plusieurs plans d'urbanisme partiellement appliqués ainsi que de plusieurs bâtiments dont des écoles comme le Collège Protestant à Qoreïtem ou le Grand lycée d'Achrafiyyeh
- Fairuz (Nouhad Haddad), chanteuse emblématique du Liban
- Joana Hadjithomas, artiste et cinéaste
- Rawi Hage, écrivain canadien
- Khalil Joreige, réalisateur de film et photographe
- Mahmoud Kahil (1936-2003), caricaturiste et dessinateur de presse
- Mario Kassar, producteur de Basic Instinct 2 et de Terminator 3 (rise of the machines)
- Rabih Kayrouz, styliste et fondateur de la Maison de Couture Rabih Kayrouz
- Hovik Keuchkerian (1972-) acteur et boxeur espagnol d'origine arménienne
- Roberto Khatlab, écrivain, historien
- Raymond Khoury, écrivain
- Vénus Khoury-Ghata, écrivain et poète vivant en France
- Ghassan Koteit, réalisateur de courts-métrages
- Nadine Labaki, actrice, réalisatrice et scénariste
- Marie Fadia Laham, en religion Agnès-Mariam de la Croix, religieuse carmélite et militante franco-libanaise
- Amin Maalouf, écrivain
- Ibrahim Maalouf, trompettiste
- Massari, chanteur de hip-hop né à Beyrouth habitant Ottawa
- Mazlo, joaillier
- Mika, chanteur de pop libano-américain vivant à Londres et Paris
- Wajdi Mouawad, dramaturge, metteur en scène et comédien libano-québécois
- Lina Murr Nehmé, historienne franco-libanaise
- Abdallah Naaman, écrivain
- Alexandre Najjar, avocat et écrivain
- Majida El Roumi, chanteuse, poète et personnalité du milieu culturel et intellectuel
- Elie Saab, couturier
- Jocelyne Saab, réalisatrice
- Nada Sehnaoui, artiste plasticienne
- Salah Stétié, écrivain
- Jacques J. Tabet, poète et écrivain, fondateur avec Youssef Aftimos du Grand Théâtre à Beyrouth, en 1929.
- Serj Tankian, chanteur de System of a Down d'origine arménienne
- Hiba Tawaji, chanteuse, participante de la saison 4 de l'émission de télévision The Voice : La Plus Belle Voix
- Georges Tomb, compositeur et pianiste concertiste libanais.
- Haifa Wehbe, chanteuse, mannequin
- Karl Wolf, chanteur canadien d'origine libanaise, né à Beyrouth
- Keanu Reeves, acteur
- Nazira Zain al-Din, activiste et autrice libanaise
- Valérie Cachard, écrivain prix RFI Théâtre 2019[56]
- Yara Lapidus, chanteuse
- Nadine Salameh (1979-), actrice d'origine palestinienne
- Tony Ward (1970-), couturier et styliste libano-italien.

### Sport
- Steve Kerr, joueur de basket-ball, cinq fois sacré champion du NBA
- Rony Seikaly, joueur de basket-ball ayant évolué en NBA